# Abtei Fraulautern

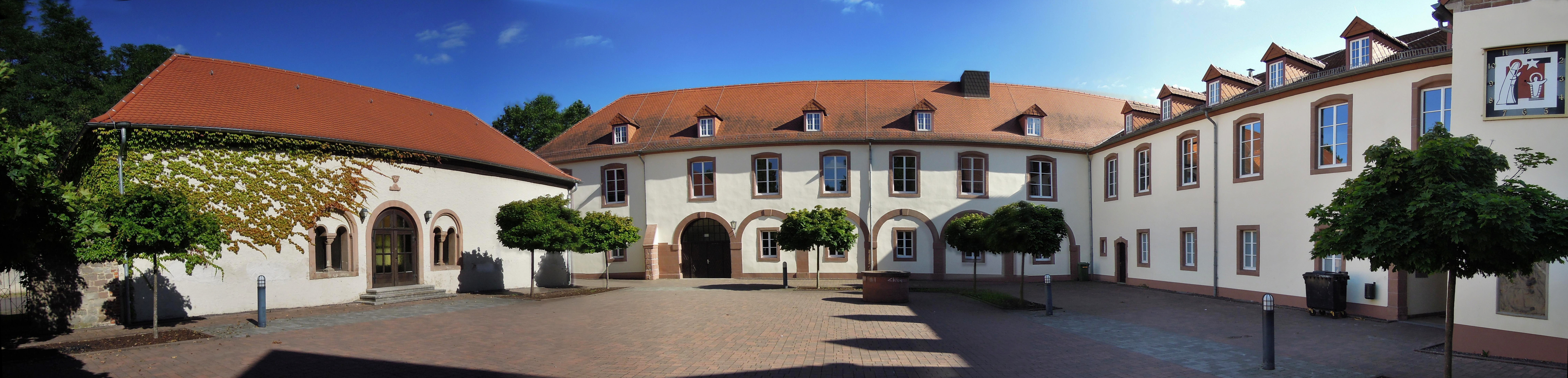
Panorama des Alten Klosters vom Innenhof aus

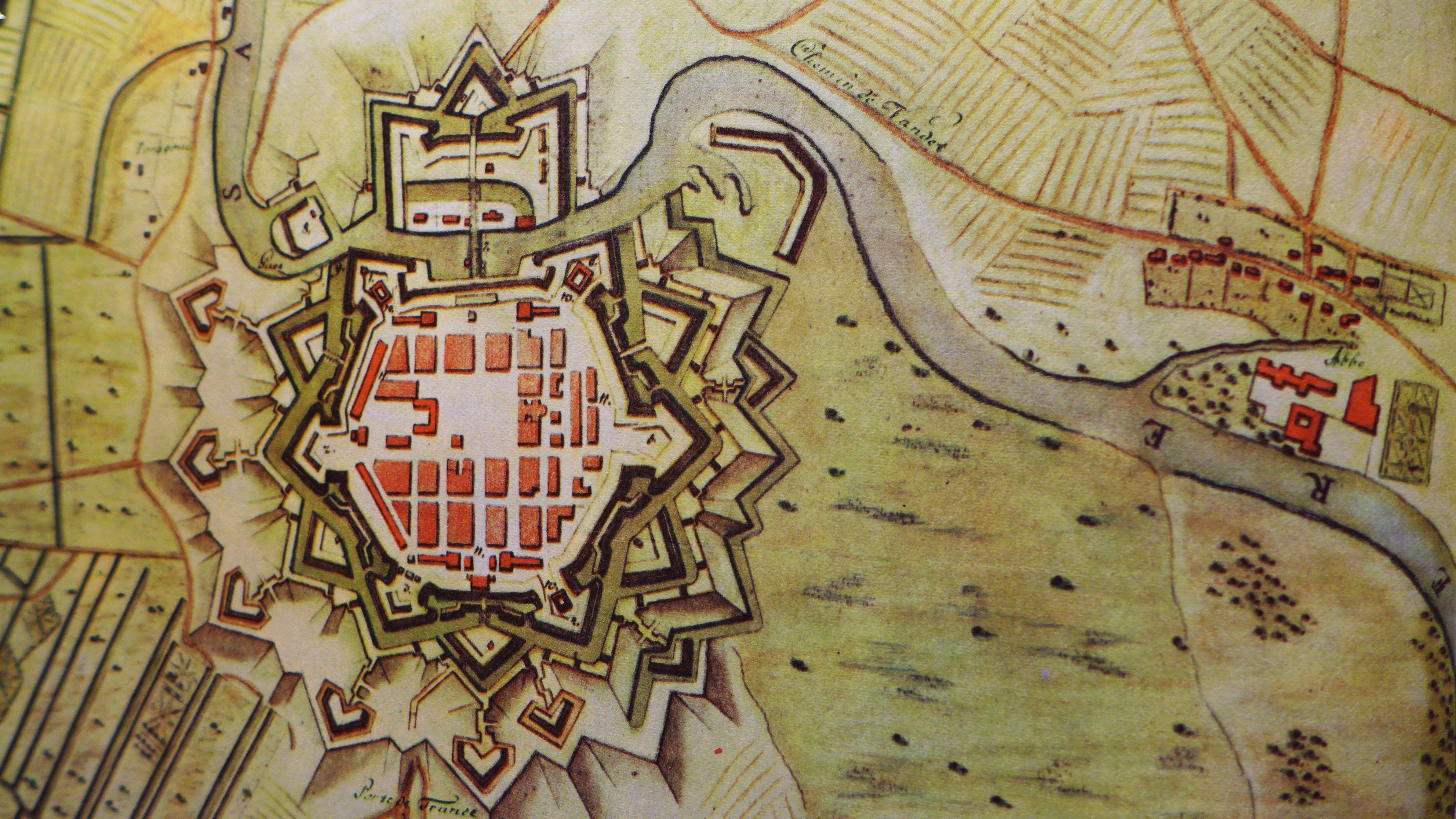
Lage der Abtei und des Dorfes Fraulautern am Flandernweg auf dem „Plan de Sarlouis et de la Situation“, Karte um 1740 mit der städtischen Befestigungsanlage; im Osten das Dorf Fraulautern mit seiner Abtei am Ufer der Saar (Stadtarchiv Saarlouis)

Die Abtei Fraulautern (lat. Abbatia in Lutrea) war ein reguliertes Chorfrauenstift der Augustinerinnen für Angehörige des Adels, das im 12. Jahrhundert gegründet wurde und bis zur Auflösung in der Französischen Revolution bestand. Das zur Abtei gehörende Klostergebäude stand im heutigen Saarlouiser Stadtteil Fraulautern und ist zum Teil erhalten. Es wird unter dem Namen Im Alten Kloster von der Fraulauterner Grundschule genutzt. Nach der Französischen Revolution diente das Gebäude bis zur Eingemeindung Fraulauterns nach Saarlouis (damals Saarlautern) im Jahr 1936 als Rathaus der Gemeinde.

## Geschichte

### Ersterwähnung des Ortes

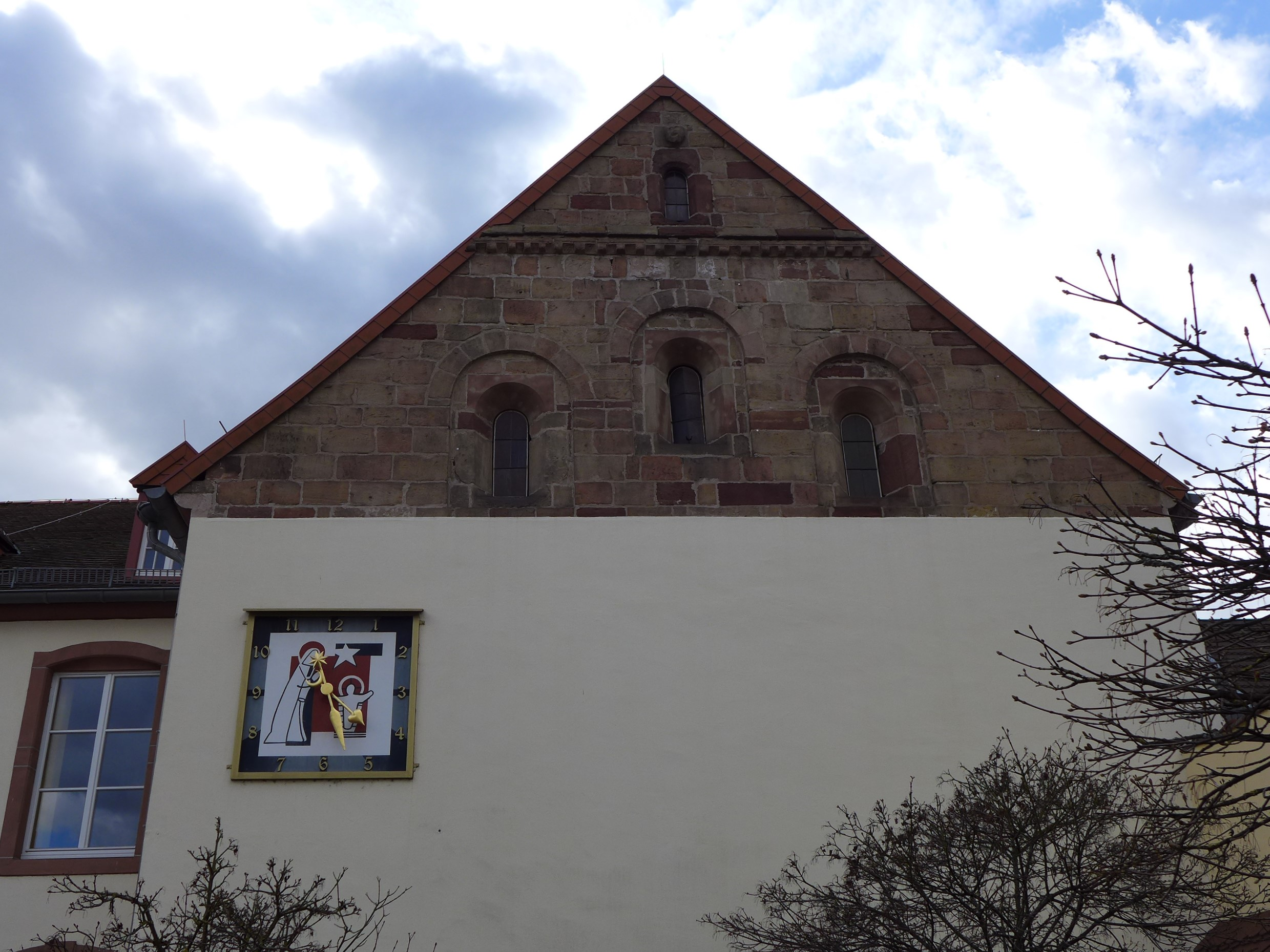
Fraulautern; noch bestehender romanischer Innengiebel der abgetragenen Klosterkirche; heute Außengiebel der Grundschule mit moderner Schuluhr, die im Zifferblatt die Jungfrau Maria mit dem neugeborenen Jesuskind zeigt

Bei Ausgrabungen in Fraulautern gefundene Grabbeigaben belegen eine Besiedelung in der späten Hallstattzeit.
Die schriftliche Überlieferung für den Ort Fraulautern („Lutrea Wilre“) setzt mit einer Urkunde des Trierer Erzbischofs Ruotbertus (931–956) ein. Hier wird von einer „ecclesia parochialis“ (Pfarrkirche) gesprochen, die wie andere Pfarreien der Umgebung verpflichtet wird, alljährlich eine Wallfahrt nach Mettlach zur Grabeskirche des heiligen Liutwin im heutigen Alten Turm der Abtei Mettlach zu unternehmen. Die ursprüngliche Urkunde des Bischofs Ruotbertus liegt heute nur noch als Abschrift aus der Zeit des Erzbischofs Albero von Montreuil (12. Jahrhundert) vor und wird inhaltlich durch die Urkunde des Trierer Erzbischofs Theoderich II. von Wied (13. Jahrhundert) bestätigt.
Der Ortsname Fraulautern leitet sich von den Frauen, also den Nonnen des Klosters, ab sowie vermutlich von dem keltischen Wort „Lutra“ für „sumpfiger Bach“. Gemeint wäre hier also eine Ortslage an der Einmündung des Fraulauterner Baches in die Saar.

### Klostergründung
Im Jahr 1129 übergab der Adelige Adalbert, der angeblich auf dem Gut Tiefenbach im Nachbarort Ensdorf residierte, dem Trierer Erzbischof Meginher von Falmagne seine Besitzungen in Fraulautern, damit dieser Mönche aus der Abtei Mettlach veranlasse, im heutigen Ort Fraulautern eine Kirche und ein Kloster zu bauen. Adalbert könnte zum Saarbrücker Grafengeschlecht gehören.
Die Überlieferung erzählt, dass Adalbert auf der Jagd seinen kleinen Sohn verloren habe, der sich in den großen Waldungen der Umgebung verlaufen hatte. Da alles Suchen nach dem vermissten Kind erfolglos blieb, machte der verzweifelte Adalbert das Gelübde, dass er an der Stelle, an der er seinen Sohn lebendig oder tot wieder finden würde, ein Kloster stiften würde. Als man nach zwei Jahren die Leiche des Kindes an der Mündung des Fraulauterner Baches in die Saar fand, erbaute dort der Adelige auf seinem Allod Lutre zur Ehre der Heiligsten Dreifaltigkeit und zur Erinnerung an sein totes Kind eine erste Kapelle, die zur Keimzelle des späteren Klosters Fraulautern wurde. Belegt ist diese Überlieferung in einer Urkunde des Trierer Erzbischofs Hillin von Falmagne aus dem Jahr 1154. Da der Baugrund an der Einmündung des Fraulauterner Bachs in die Saar jedoch ungeeignet war, verlegte man den Ort des Klosters etwas erhöht am Saarufer.
Die ca. 25 km vom heutigen Ort Fraulautern entfernte Abtei Mettlach aber zögerte, sich mit einer Filialgründung im heutigen Fraulautern niederzulassen. Zwar kamen Mönche aus Mettlach in den Ort, doch der Bau eines Klosters erfolgte nicht. So erwarb der adelige Stifter Adalbert für 15 Pfund seine Stiftung zurück und schenkte sie dem Trierer Erzbischof Albero von Montreuil. Der Trierer Erzbischof installierte daraufhin um das Jahr 1142 in Fraulautern ein Augustiner-Kloster, indem er Mönche der Abtei Springiersbach nach Fraulautern an die Saar schickte. Erzbischof Hillin von Falmagne setzte im Jahr 1154 ein adeliges Ordenskapitel ein, das am 23. Januar 1155 durch den aus England stammenden Papst Hadrian IV. bestätigt wurde. Der Schutz des Fraulauterner Klosters mit allen Personen und Gütern vor jedem Fremdanspruch wurde im Jahr 1249 durch Papst Innozenz IV., im Jahr 1334 durch Papst Johannes XXII., im Jahr 1342 durch Papst Clemens VI. sowie im Jahr 1354 durch Papst Innozenz VI. bestätigt.
Die Klosterchronik berichtet jedoch, dass die Springiersbacher Mönche ihre Pflichten vernachlässigend Fraulautern bereits nach wenigen Jahren verlassen hätten.

### Ansiedelung von Nonnen
Um das Jahr 1160 wurde dann die Abtei Fraulautern nachweislich mit Augustiner-Nonnen (sanctae sorores) besetzt, die dem Ort Lautern zu seinem heutigen Namen Fraulautern verhalfen. Der Name Fraulautern ist erstmals in einer Kaufurkunde des Hofes zu Sensweiler (Synnswilre) vom 4. Mai 1280 schriftlich genannt.
Das Kloster mit dem Patrozinium der Heiligsten Dreifaltigkeit und der seligen Jungfrau Maria befand sich am Platze der heutigen Grundschule „Im alten Kloster“ in der Nähe des Ufers der Saar. Zu dieser Zeit lebten zunächst sowohl Mönche als auch Nonnen in einem Doppelkloster (dominae et fratres) in Fraulautern. Der gebildeter Zisterziensermönch und Novizenmeister im Zisterzienserkloster Heisterbach bei Königswinter, Caesarius von Heisterbach, berichtet über das Frauenkloster Fraulautern, dass nur Mädchen unter sieben Jahren aufgenommen worden wären. Ebenso mussten die Aufnahmekandidatinnen nachweisen, dass ihre Vorfahren bis ins vierte Glied dem Adelsstand entstammten. Der Frauenkonvent war ein adeliges Damenstift. Das aus dem Jahr 1225 stammende erste Konventssiegel des Klosters zeigt das Symbol der „Heiligsten Dreifaltigkeit“, unter deren Patrozinium das Kloster stand.
Bereits im 12. Jahrhundert begannen die Eltern der adeligen Zöglinge die Meinung zu vertreten, dass man ihren Töchtern in Fraulautern nicht die strengen Gesetze persönlicher monastischer Armut auferlegen dürfe und die Erträge der beim Eintritt gemachten adeligen Stiftungen nur dem jeweiligen Familienmitglied auf Lebenszeit zur Verfügung stehen dürfte. Somit war das Ideal der üblichen klösterlichen Armut praktisch aufgegeben und eine Entwicklung eingeleitet, die das Kloster bis zu seiner Zwangsauflösung prägen sollte. Im 17. und 18. Jahrhundert wurde der geistliche Charakter der Damenstifte im Heiligen Römischen Reich noch weiter zurückgedrängt und sie dienten in erster Linie als Erziehungs- und Versorgungsinstitutionen, in denen Damen des Adels mit Konversation, Näharbeiten, Musik und Spiel die Zeit zubrachten und gleichzeitig grundherrschaftliche Rechte wahrnahmen.
Die Anzahl der adeligen Nonnen in der Abtei war stets klein. Sie schwankte zwischen drei bis zehn sogenannter „Dominae“.
Ein erstes Abteisiegel ist aus dem Jahr 1225 überliefert. Es zeigt den thronenden Christus mit lateinischem Kreuz in der rechten Hand und geschlossenem Buch in der linken Hand. Links und rechts des lehnenlosen Thrones entsprossen dreiblättrige Pflanzentriebe dem schraffierten Erdreich. Die Christusdarstellung wird auf beiden Seiten von liegenden Mondsicheln mit sechsstrahligen Sternen darüber flankiert. Die Umschrift des Siegels lautet: „S(IGILLUM) CONVENTUS S(AN)C(TA)E TRINIT(ATIS) IN LUTREA“. Das mandelförmige Äbtissinnensiegel zeigt eine stehende weibliche Gestalt umgeben von der Umschrift „S(IGILLUM) MAGISTRE DE LUTREA“. Es stammt ebenfalls aus dem 13. Jahrhundert.

### Klosterbesitz

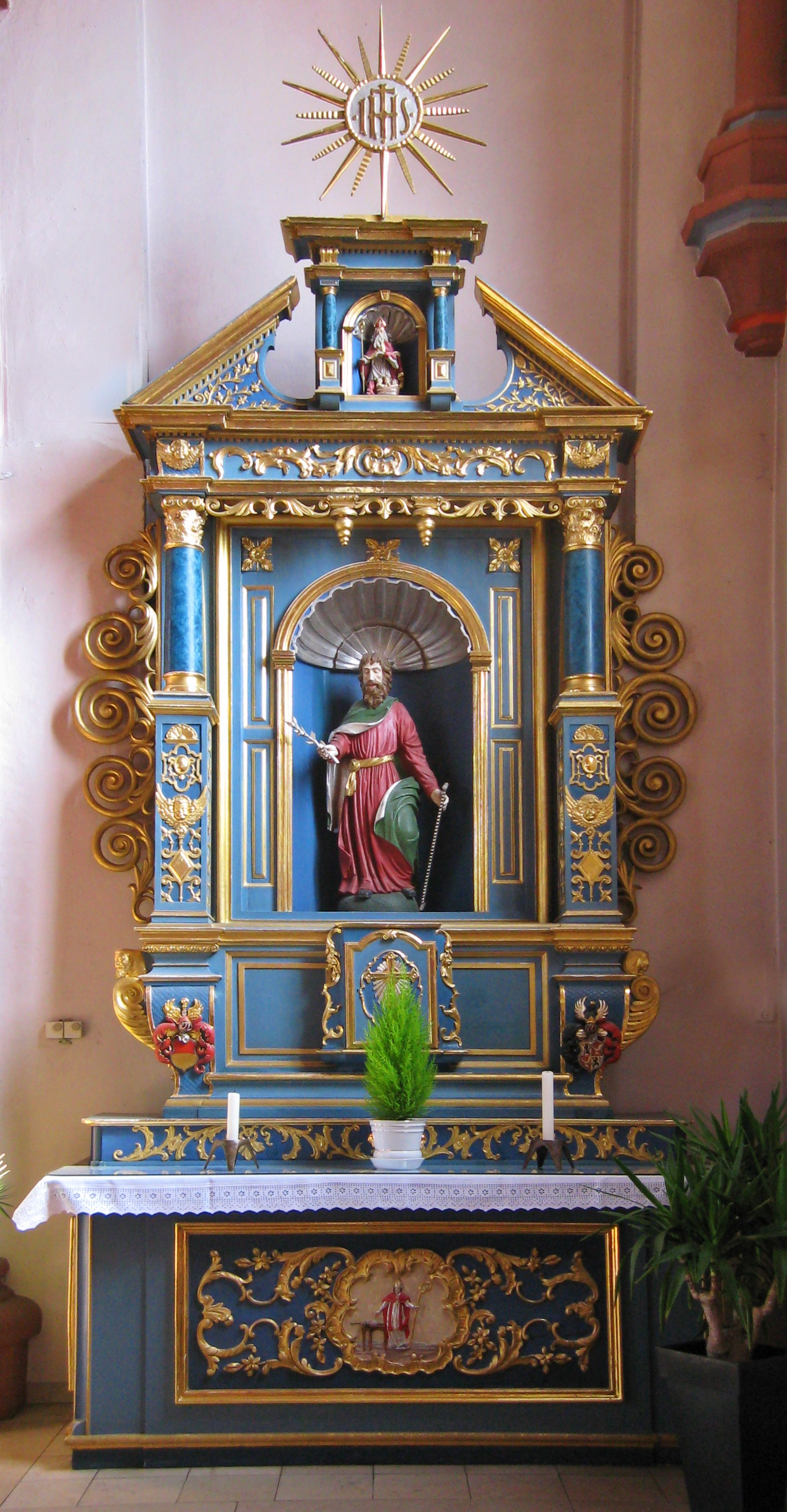
Pachten, Pfarrkirche St. Maximin und die Vierzehn Nothelfer, Josefsaltar, Stiftung der Fraulauterner Äbtissin und Pachtener Patronatsherrin Johanetta von Wiltz (1617–1622); die Wappen ihrer Ahnen Wiltz und Bayr von Boppard flankieren die Predellazone

Die Besitzungen der Abtei lagen weit verstreut in der gesamten Saargegend, besonders aber in der Umgebung Fraulauterns, aber auch in Lothringen, in der Umgebung der Bischofsstadt Trier an der Mosel sowie im Erzbistum Mainz. Durch fromme Schenkungen nahm der Besitz des Frauenklosters mit der Zeit ständig zu, was dem Ansehen und der Macht der adeligen Äbtissin von Fraulautern zugutekam.
Am wichtigsten war die Schenkung des Zehnten und des Patronates zu Schwarzenholz, den die Herren von Hunolstein im Jahr 1235 der Abtei schenkten. Diese Schenkung war der Grundstock zu der dem Kloster gehörenden späteren Reichsherrschaft.
Darüber hinaus besaß die Abtei den siebten Teil der Herrschaft Lebach, die ihr vermutlich im Jahr 1270 durch Schenkung des Gerlach genannt Crippin von Schwarzenberg zugefallen war. Weitere Zehnten und Patronate bestanden in Reisweiler, Schwalbach, Lebach, Hasborn, Pachten und Sensweiler sowie in den heute französischen Dörfern Dentingen und Wellingen bei Creutzwald in Lothringen.
Die Vogteihoheit über die Abtei Fraulautern oblag zunächst den Grafen von Saarbrücken. Im Jahr 1581 mussten die Saarbrücker Grafen dieses Amt aber an das Herzogtum Lothringen abtreten.
Die klösterlichen Flächen wurden von Dienstleuten und Pächtern bewirtschaftet und jährlich mussten die Erträge den Nonnen in Fraulautern übergeben werden. Die Bauern waren darüber hinaus zu Zehnt- und Frondiensten verpflichtet. Im Gegenzug oblag es der Abtei, die Kirchen in den ihr gehörenden Orten zu erhalten und für die Durchführung der Gottesdienste und die Spendung der Sakramente durch örtliche Priester zu sorgen.

### Klostergebäude

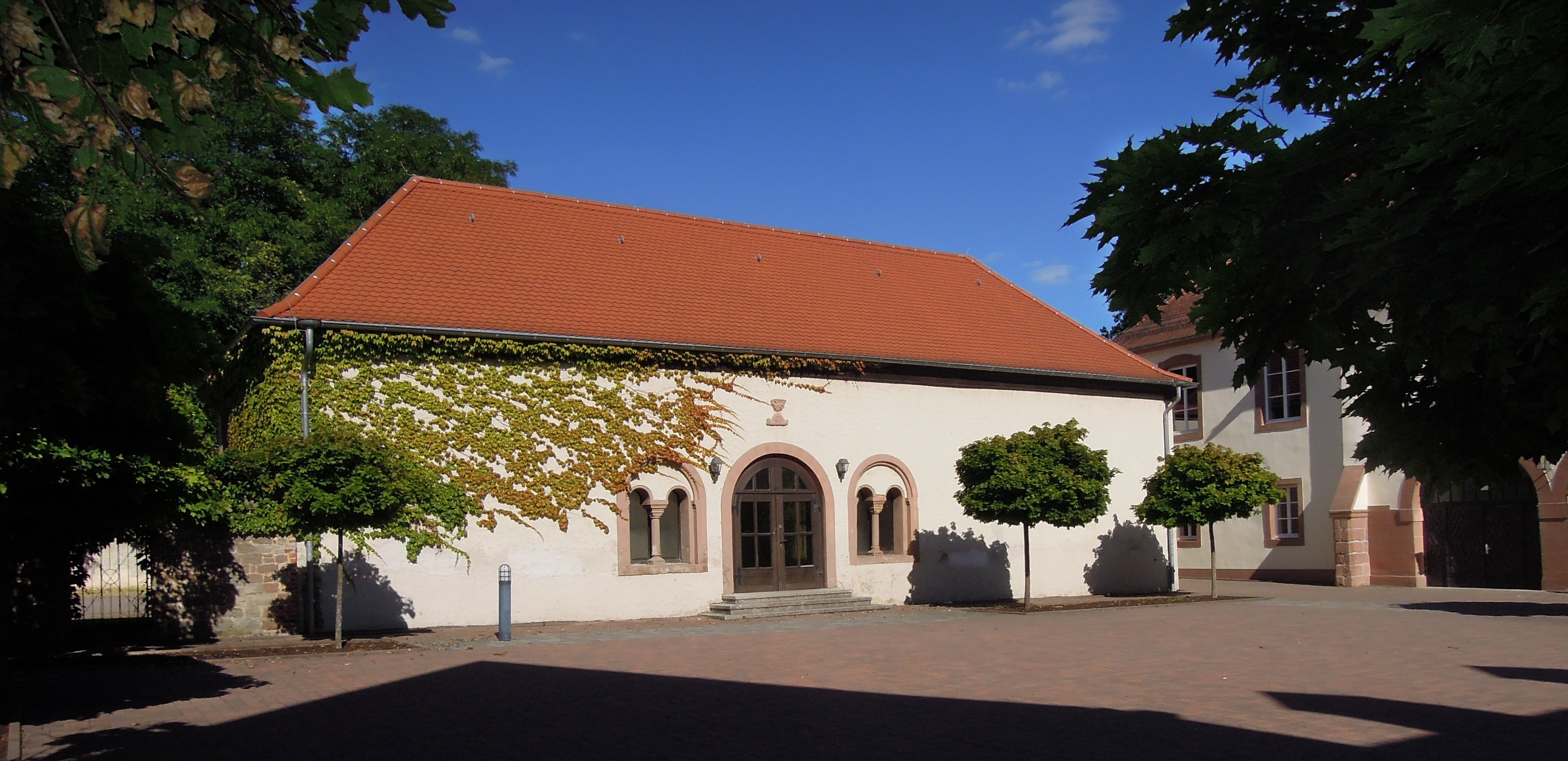
Ostflügel mit romanischen Fenstern

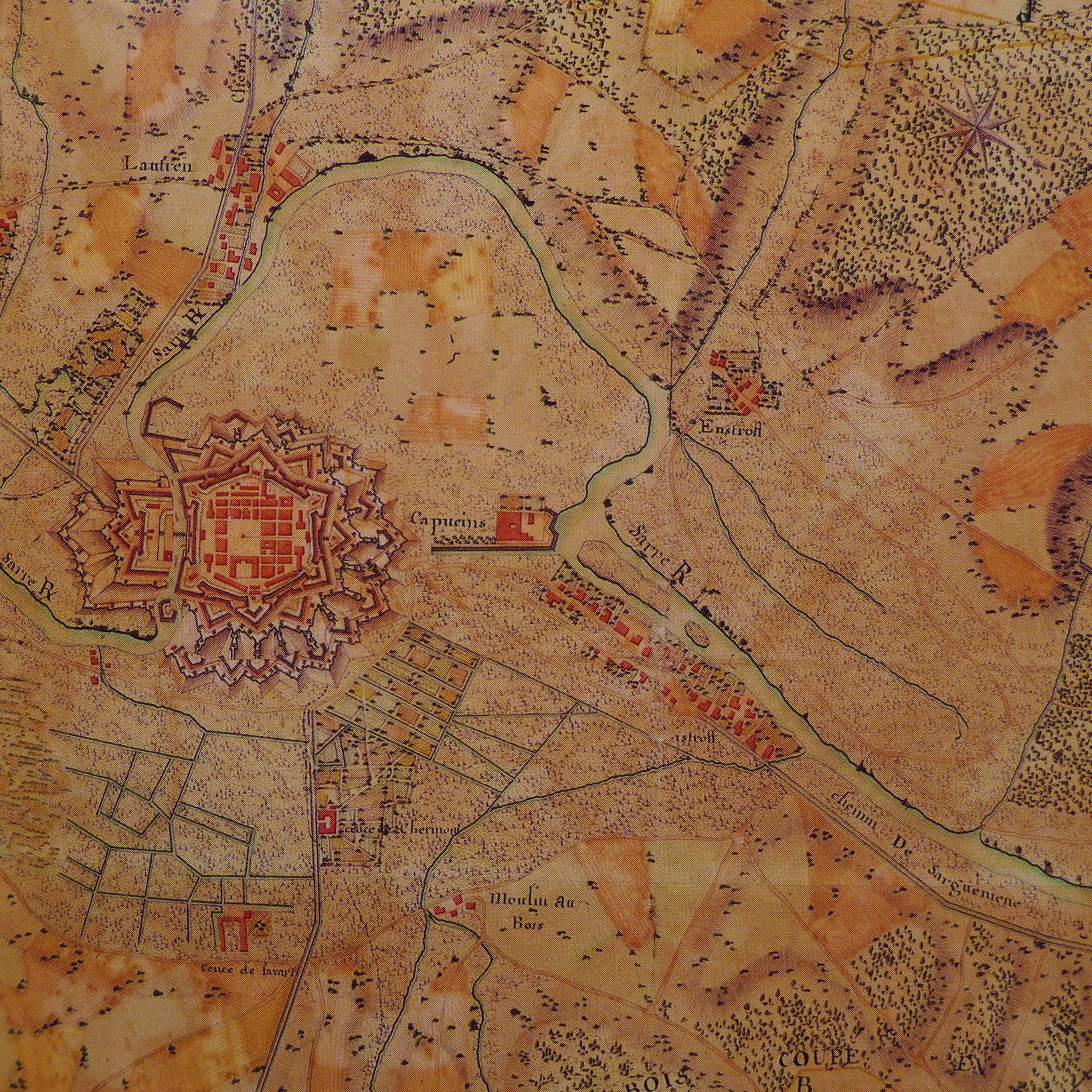
Lage der Abtei Fraulautern, Carte des environs de Sarrelouis, 1765 (Städtisches Museum und Stadtarchiv Saarlouis)

Hinsichtlich der erhaltenen Gebäude sind drei Hauptbauzeiten festzustellen. Der heutige Ostflügel sowie der Westgiebel der ehemaligen Kirche sind dem Gründungsbau des 12. Jahrhunderts zuzuordnen. Zentrum der ersten Anlage muss schon ein erster Kreuzgang gewesen sein, denn im Jahr 1367 sollte aufgrund einer Stiftung des Trierer Erzbischofes Boemund II. von Saarbrücken eine „Ewige Lampe“ im Umgang vor der Martinskapelle brennen. Vielleicht ist der große Saal mit den romanischen Fenstern der ehemalige Kapitelsaal. In der Mitte des 16. Jahrhunderts wurde das Kloster mit einer Schutzmauer und einem Verteidigungsgraben angelegt, um vor Überfällen zu schützen. Der Ostflügel war durch die Sakristei mit der Klosterkirche verbunden. Er ist vom Hof aus durch einen rundbogigen Eingang zugängig und wird von zwei romanischen Fenstergruppen flankiert. Die Fenster haben im Gewände einen eingelegten Rundstab und sind auf einer Säule mit Eckblattbasen und Würfelkapitellen gekuppelt. Ein großer Rundbogen mit Rundstab fasst beide zusammen.
Unter der Äbtissin Johannette von Wiltz (1617–1622) wurde das gesamte Klostergebäude umfangreich erneuert. Aus dieser Zeit stammen der West- und Südflügel und ein neu gewölbter Kreuzgang. Johannetta von Wiltz verewigte sich in den Schlusssteinen der Gewölbe mit den Buchstaben I(OHANNETTA) D(E) W(ILTZ) A(BBATISSA). Eine weitere, unbestimmte Maßnahme erfolgte im Jahr 1674.
Der Westflügel zeigt im Erdgeschoss große vermauerte, profilierte Rundbögen, die auf schweren Pfeilern ruhen. Die Fenster schließen innen rechteckig und außen segmentbogig. Die Südwestecke springt mit einem Ecktürmchen vor.

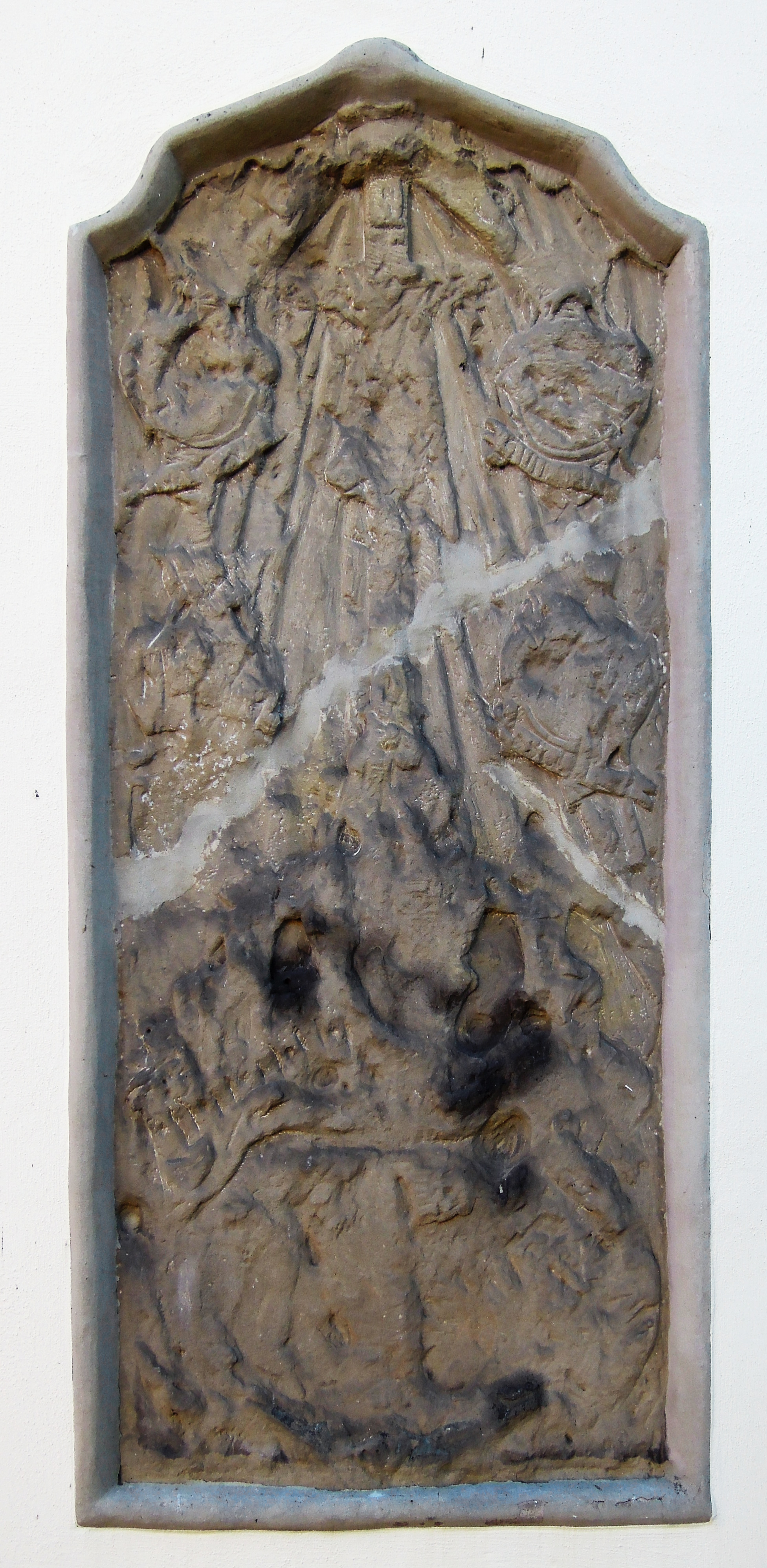
Grabstein einer Äbtissin vom Westgiebel der Klosterkirche
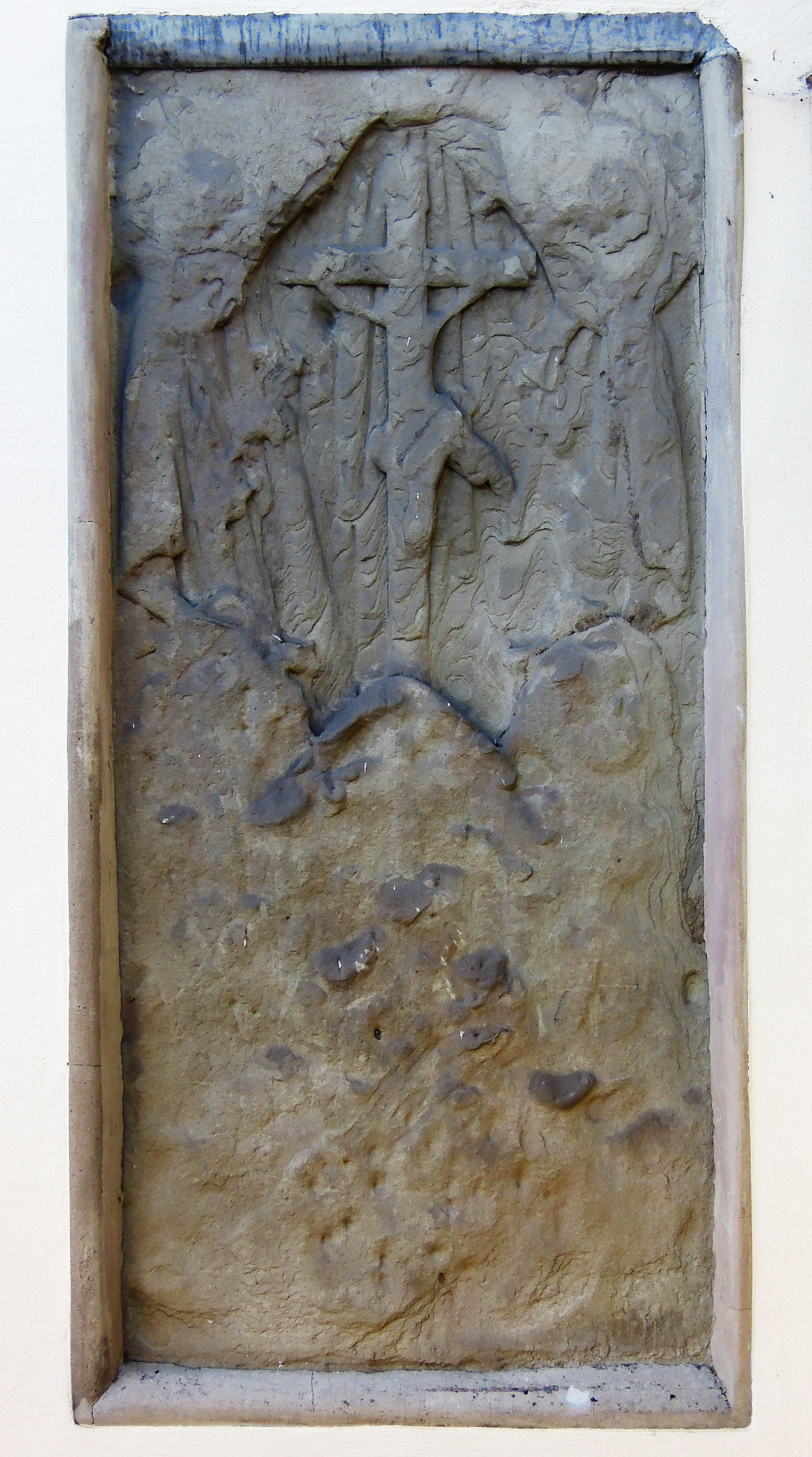
Grabstein einer Äbtissin vom Westgiebel der Klosterkirche
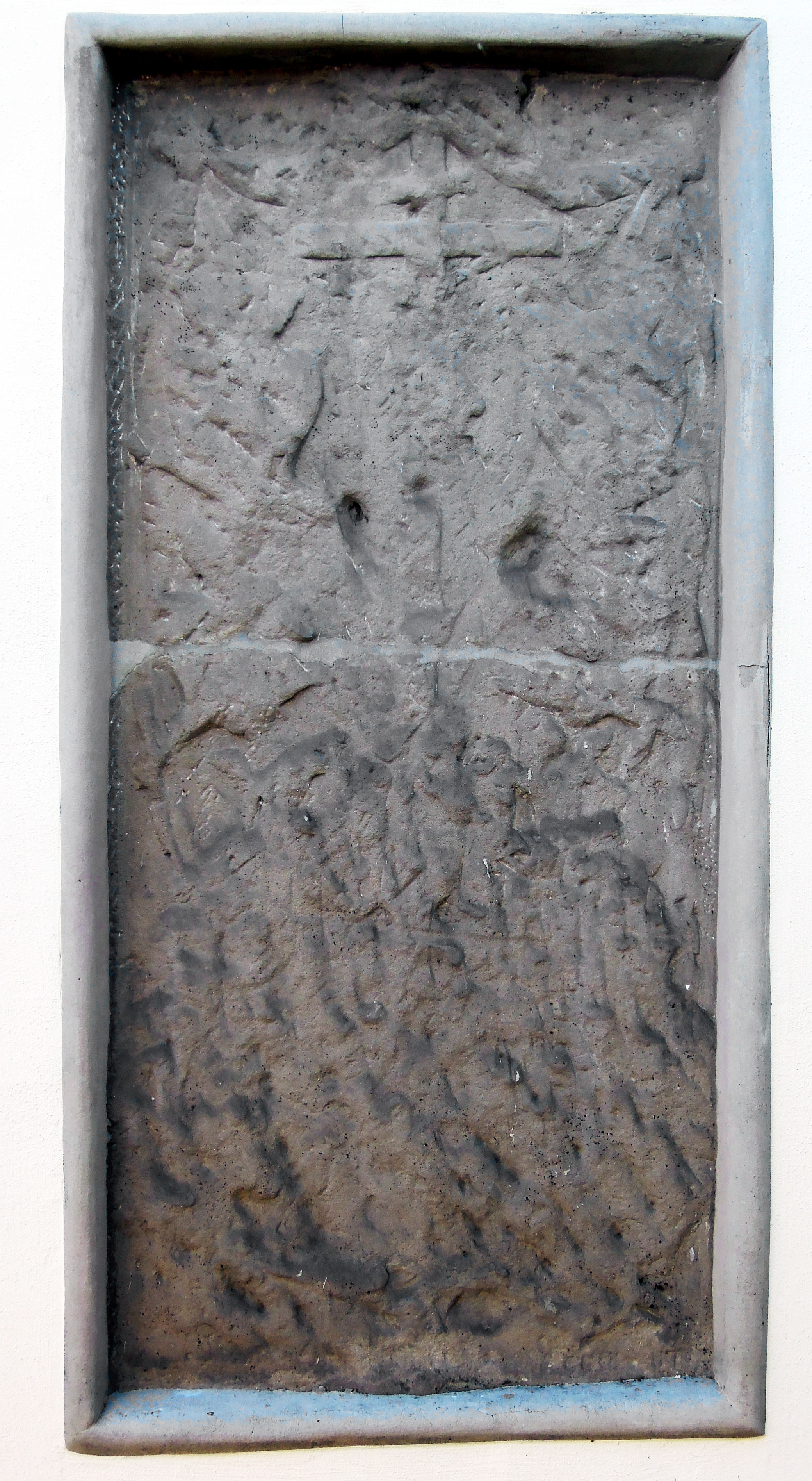
Grabstein einer Äbtissin vom Westgiebel der Klosterkirche

Mit dem Bau der barocken Klosterkirche im Jahr 1739 auf Veranlassung der damaligen Äbtissin Marie-Therèse Freifrau von Saintignon wurden auch alle Fenster der Klosteranlage erweitert und Teile des Südflügels erneuert. Die Baumaßnahme zog sich bis zum Jahr 1759 hin. In die Westwand der ehemaligen Klosterkirche sind drei, heute schwer beschädigte Grabsteine des 18. Jahrhunderts eingelassen. Es handelt sich um die Grabsteine der Äbtissinnen Anna Elisabet von Metzenhausen (1708–1720), Anna Maria von Geispitzheim (1720–1730) und Marie-Therèse Freifrau von Saintignon (1730–1757).

### Erste Pfarrkirche

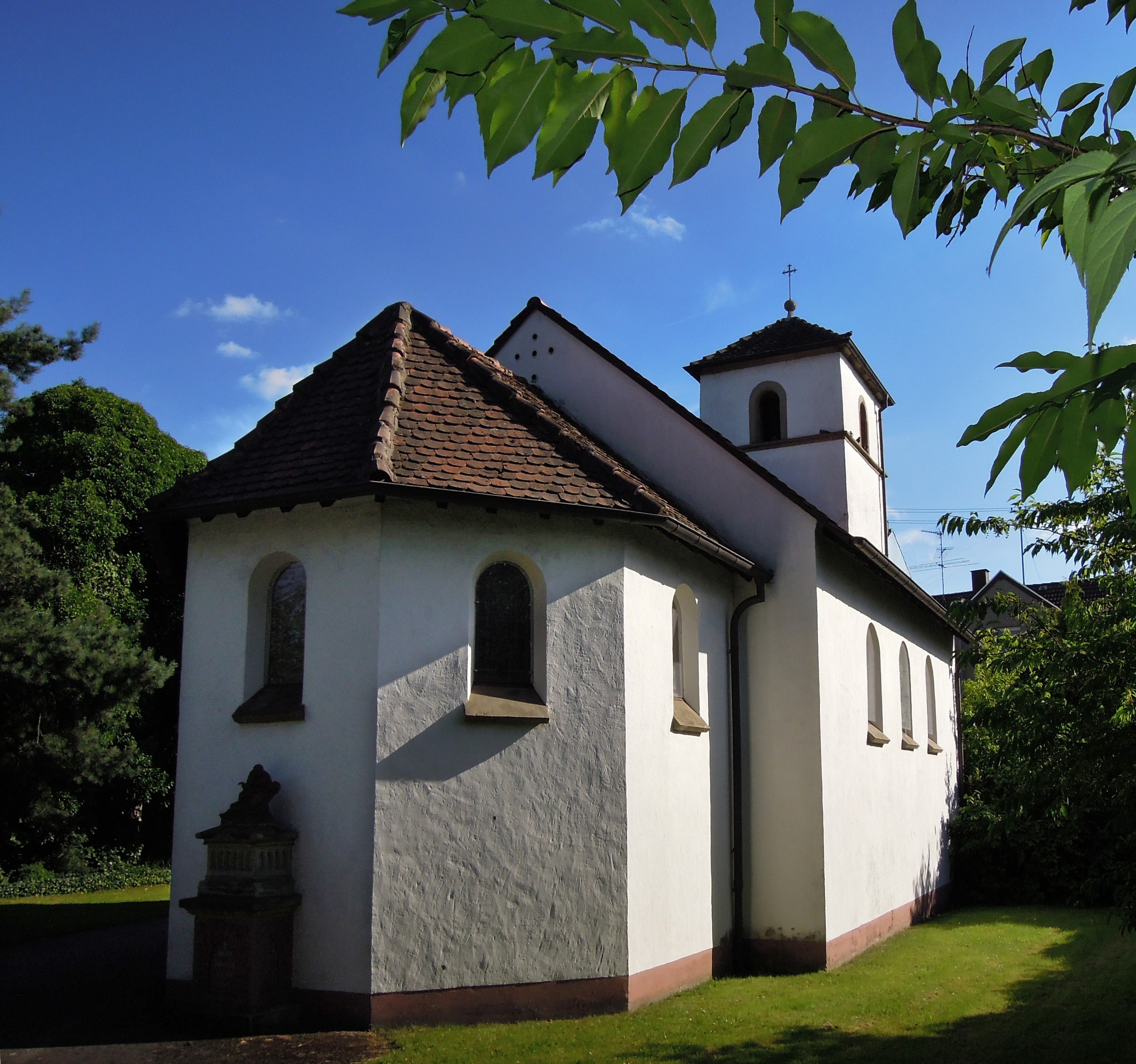
Fraulautern, Alte Pfarrkirche „Heiligste Dreifaltigkeit“ aus dem 16. Jahrhundert, heute Friedhofskapelle St. Apollonia
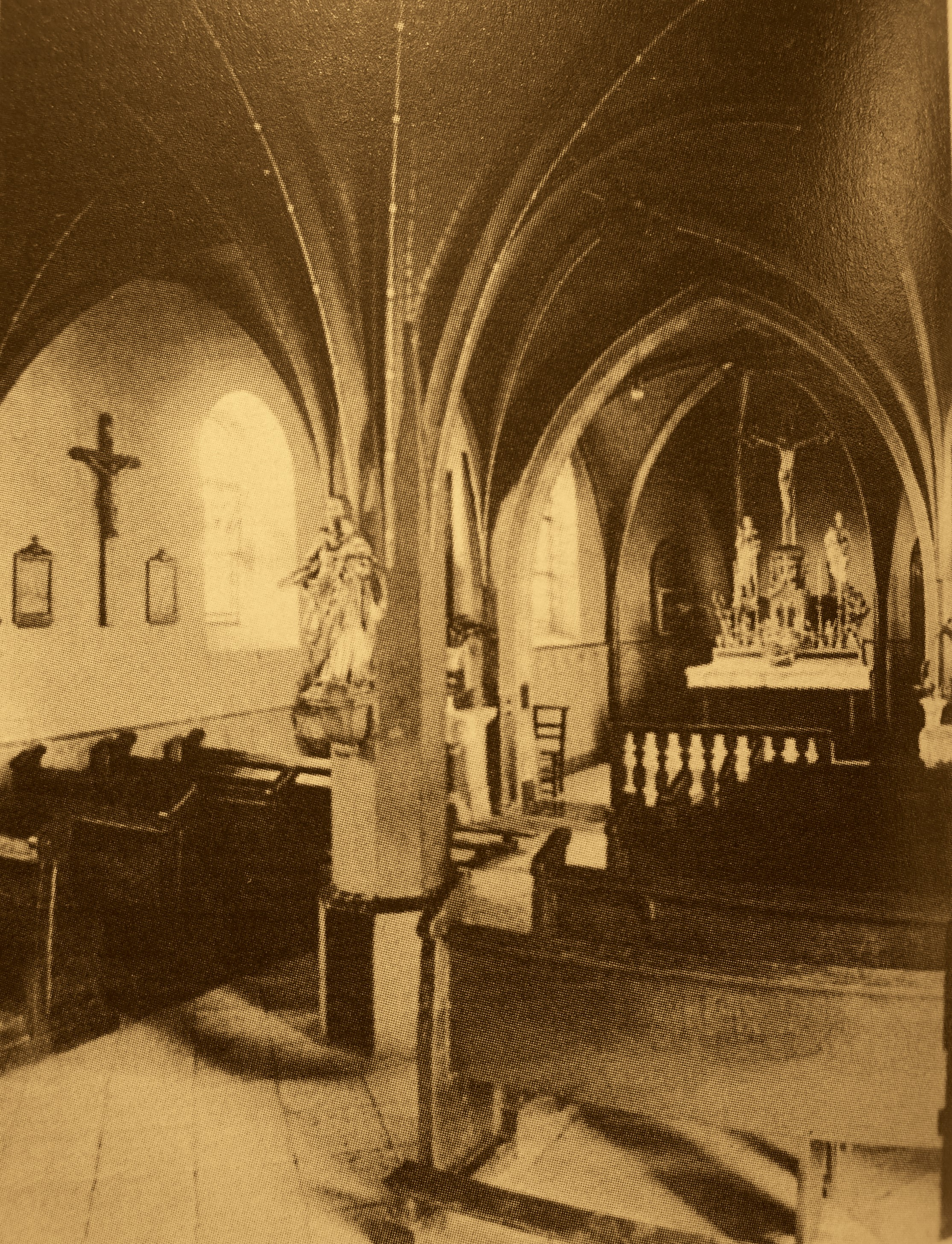
Fraulautern, St. Apollonia-Kapelle, Inneres mit oktogonalem Mittelpfeiler und spätgotischem Gewölbe im Vorkriegszustand
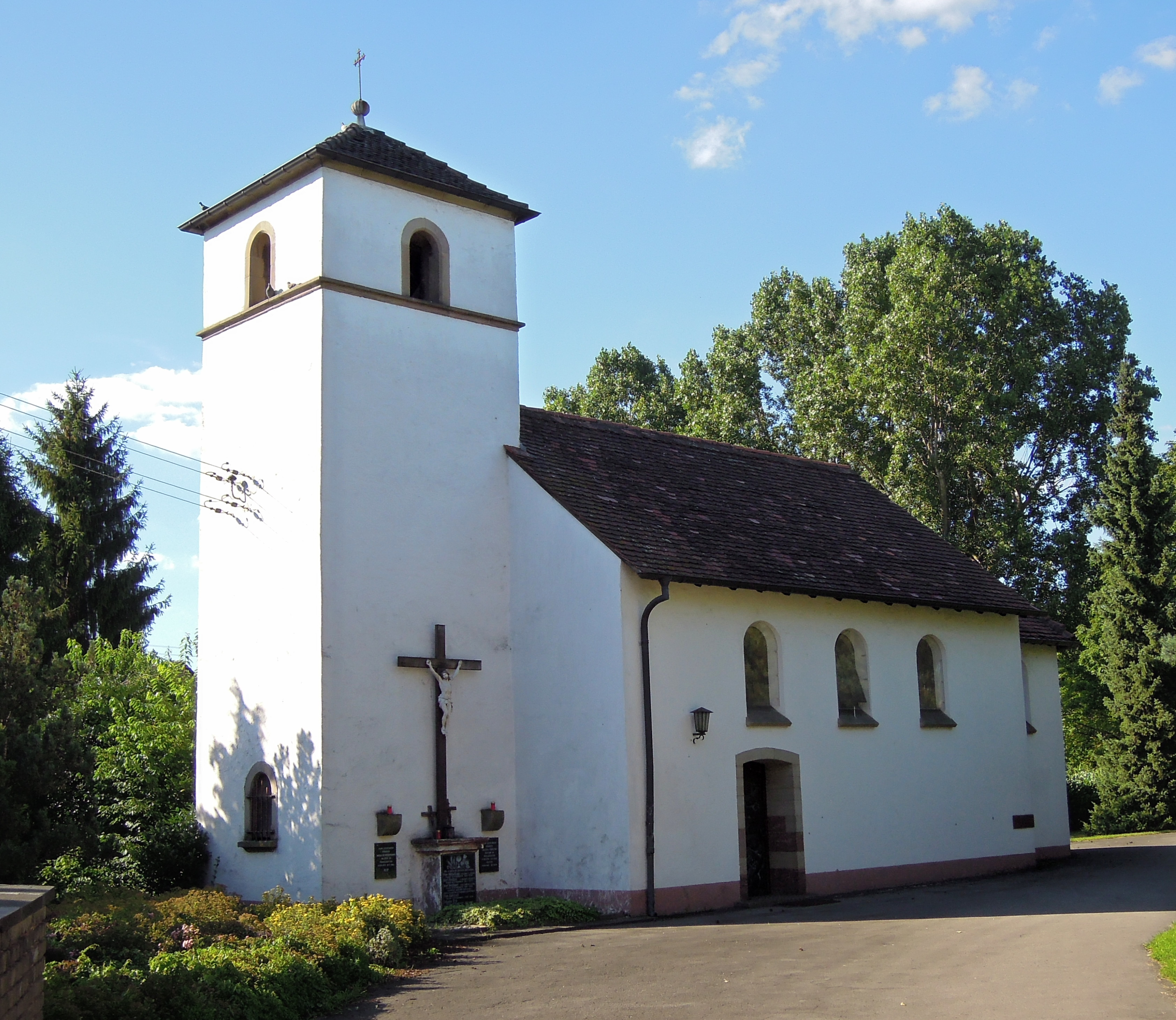
Fraulautern, St. Apollonia-Kapelle mit romanischem Turm nach dem Wiederaufbau

Die Kirche zu Lutrea zählte zu den um das Jahr 950 nach Mettlach zum Grab des heiligen Lutwinus pilgenden Pfarreien. Bezeugt durch ein Siegel mit der thronenden Muttergottes aus dem Jahr 1289 mit der Inschrift „Bruno Decanus Christianitatis de Lutrea“ befand sich hier der Sitz eines Dekanates. Für das Jahr 1237 ist ein Pfarrer erstmals urkundlich erwähnt. Residenz des Pfarrers war allerdings die Tochtergemeinde Wallerfangen und seit 1780 Beaumarais, auf das bereits im Jahr 1688 die Pfarrrechte übergegangen waren. Die Kirche war pfarrverwaltungsmäßig folglich mit Wallerfangen zusammen mit St. Barbara und Niederlimberg sowie später mit Beaumarais verbunden. Die Pfarrgemeinde trug zur Unterscheidung zum Fraulauterner Klosterareal die Bezeichnung „Kirchhofen“. Rechtlich unterstand die Pfarrei der Äbtissin der Abtei Fraulautern.
Für die bäuerliche Bevölkerung des Dorfes Fraulautern wurde im Jahr 1540 anstelle eines früheren romanischen Sakralbaues die heute als Friedhofskapelle in der Lebacher Straße genutzte St. Apollonia-Kirche als Pfarrkirche im spätgotischen Stil neu erbaut und konsekriert. Bei dem Bau des Jahres 1540 blieb der alte romanische Turm bis heute erhalten. Diese Fraulauterner Pfarrkirche, die ursprünglich wie die Klosterkirche das Patrozinium der Heiligsten Dreifaltigkeit trug, wurde vermutlich durch Äbtissin Apollonia von Gressnich (Amtszeit: 1587–1598) zu Ehren ihrer Namenspatronin, der frühchristlichen Jungfrau und Märtyrerin Apollonia von Alexandria umgewidmet. Das Patroziniumsfest der Fraulauterner Kapelle ist der Gedenktag der Heiligen am 9. Februar. Größere Renovierungsmaßnahmen wurden in den Jahren 1755 sowie 1840 durchgeführt.
Die Kirche war bis zu ihrer Zerstörung im Zweiten Weltkrieg ein zweischiffiger Raum von zweimal zwei Jochen mit vorgestelltem Westturm und eingezogenem Chor, der dreiseitig schloss. Der verputzte Bruchsteinbau weist im Lichten (Innenmaße) eine Länge von 14,45 m und eine Breite von 6,50 m auf. Der Turm erhebt sich ungegliedert bis zum Glockengeschoss mit rundbogig geschlossenen Schallöffnungen. Im Untergeschoss weist er ein kleines Schlitzfenster auf. Der Eingang zur Kirche befindet sich an der Südseite des Schiffes. Bis zur Zerstörung im 20. Jahrhundert war der Innenraum mit vier spätgotischen Kreuzgewölben überdeckt, die auf einem achteckigen Mittelpfeiler ruhten. Die hohlkehligen Rippen traten unvermittelt aus der Wand. Nur im Chor ruhten sie im Osten auf Diensten und im Westen auf Konsolen. Die Schlusssteine zeigten Wappendarstellungen. Im Chor befand sich eine Sakramentsnische. An Statuen waren eine Darstellung der Muttergottes mit Kind sowie der heiligen Apollonia aus dem 18. Jahrhundert in der Kirche zur Verehrung durch die Gläubigen aufgestellt. In der Apsis war bis zur Zerstörung eine neogotische Kreuzigungsgruppe auf dem Altar aufgestellt. Wie in der Beruser Orannakapelle verfügte die Fraulautern-Kirchhofener Pfarrkirche über zwei Eisenkronen, die man bei körperlichen Leiden aufsetzte, und unter Verrichtung von Gebeten Linderung erflehte.
Bis zum Jahr 1814, als man die Fraulauterner Klosterkirche zur Pfarrkirche umwidmete, war St. Apollonia die Pfarrkirche Fraulauterns. Nach schweren Zerstörungen während des Beschusses durch die US-Armee in den Jahren 1944 bis 1945 wurde die St. Apollonia-Kirche unter der Amtszeit des Fraulauterner Pfarrers Josef Gilles (1921 bis 1948) gesichert und unter der Amtszeit des Pfarrers Alois Pyroth (1948 bis 1970) in den Jahren 1953 bis 1954 wieder aufgebaut. Die frühere spätgotische Spitzbogenwölbung des 16. Jahrhunderts wurde dabei durch eine einfache flache Holzdecke ersetzt.

### Barocke Klosterkirche

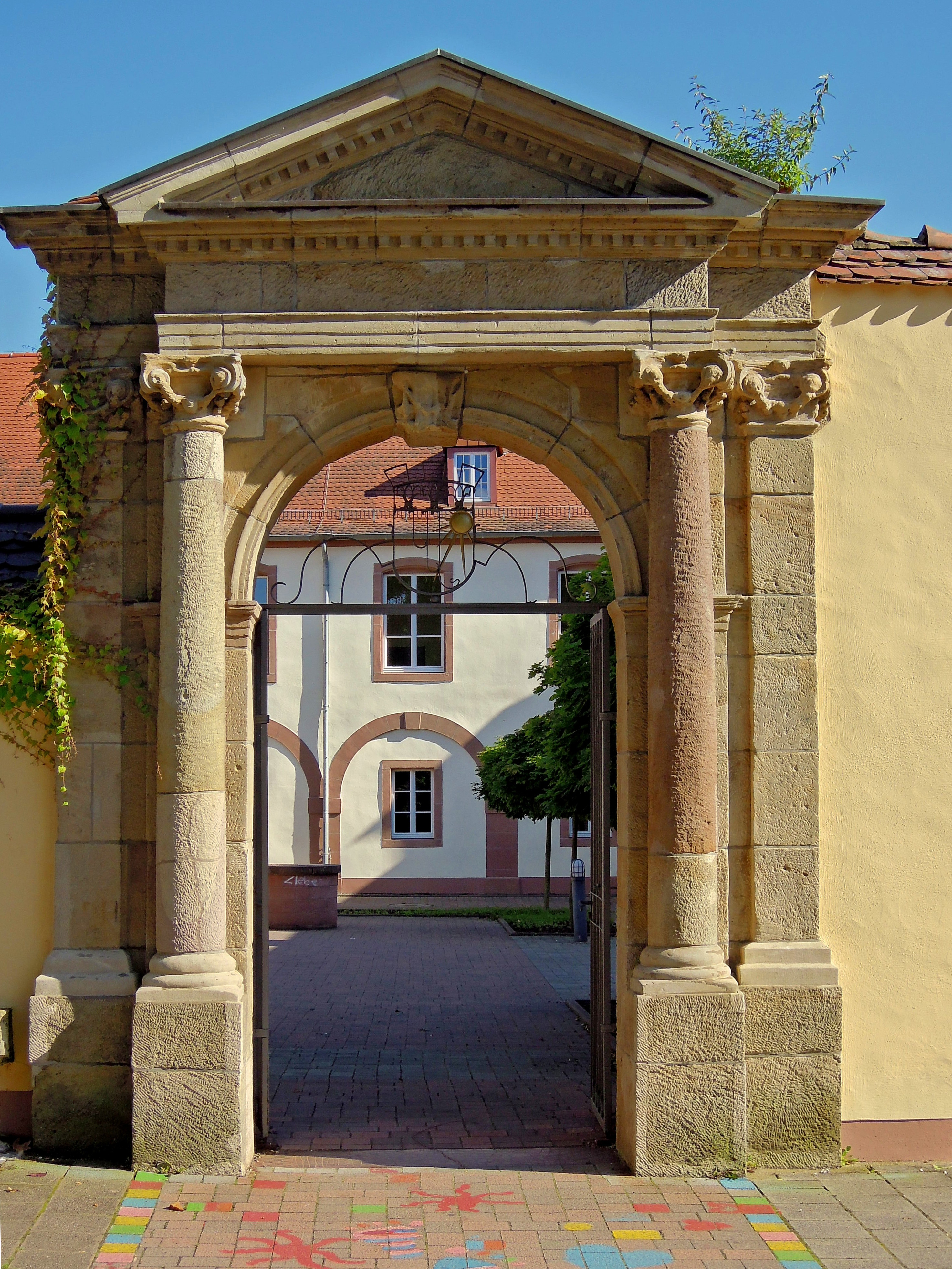
Portal der ehemaligen Klosterkirche, heute Zugang zum Schulhof der Grundschule

Im Jahr 1739 wurde auf Veranlassung der damaligen Äbtissin Marie-Therèse Freifrau von Saintignon (Amtszeit: 1730–1757) mit dem Bau der barocken Klosterkirche begonnen, nachdem die Apollonia-Kapelle für die anwachsende Bevölkerung zu klein geworden war. Sie entstand an der gleichen Stelle der in den Wirren des 17. Jahrhunderts schwer beschädigten alten Klosterkirche.
Die Klosterkirche in Fraulautern wurde – wie auch das Kloster selbst – dem Patrozinium der Hl. Dreifaltigkeit geweiht. Die Kirche schloss außen dreiseitig, im Inneren war der Chorschluss jedoch halbrund ausgebildet. Auf dem heute noch erhaltenen Westgiebel erhob sich ein viereckiger verschieferter Dachreiterturm mit offener Laterne. Zum Zeitpunkt des Abrisses des barocken Sakralbaues am Ende des 19. Jahrhunderts war diese Form des Dachreiters jedoch nicht mehr die ursprüngliche. Das erhaltene Portal mit Säulen und Pilastern in der Nordwand der ehemaligen Kirche weist ein Gebälk mit Klötzchenfries und darüberliegendem Dreiecksgiebel auf. Von der romanischen Kirche ist noch der alte Westgiebel erhalten. Er ist aus Sandsteinquadern gemauert und zeigt im oberen Teil drei vermauerte Rundbogenfenster mit abgetreppten Gewänden.
Der Innenraum der Kirche wies eine ornamentverzierte Empore auf, während die Wände mit Stuckmedaillons mit Papstdarstellungen geschmückt waren. Das reich geschnitzte Chorgestühl hatte Jean Baptist de Goyau aus Straßburg im Jahr 1787 gefertigt (heute im Besitz der Familie Villeroy in Wallerfangen). Die barocke Klosterkirche wurde ab dem Jahr 1814 als Pfarrkirche von Fraulautern genutzt. Die neue Kirche besaß drei Altäre, drei Glocken, drei Kelche und eine Silber-Monstranz.
An die Klosterkirche schloss sich im Nordosten ein kleiner Raum an, der die Sakristei aufnahm.

Inneres der barocken Klosterkirche vor dem Abriss
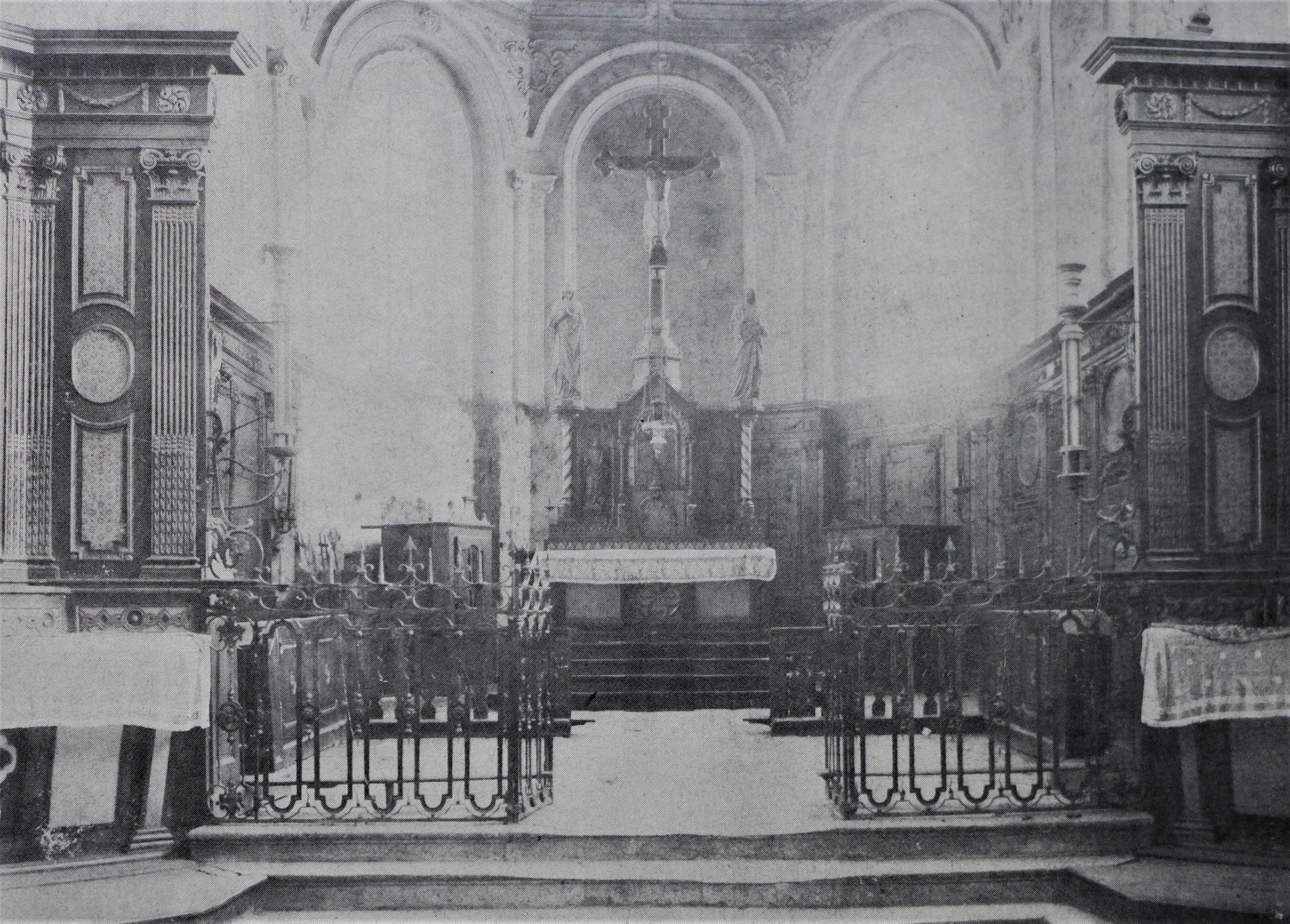
Blick in den Altarraum der barocken Klosterkirche vor dem Abriss 1897
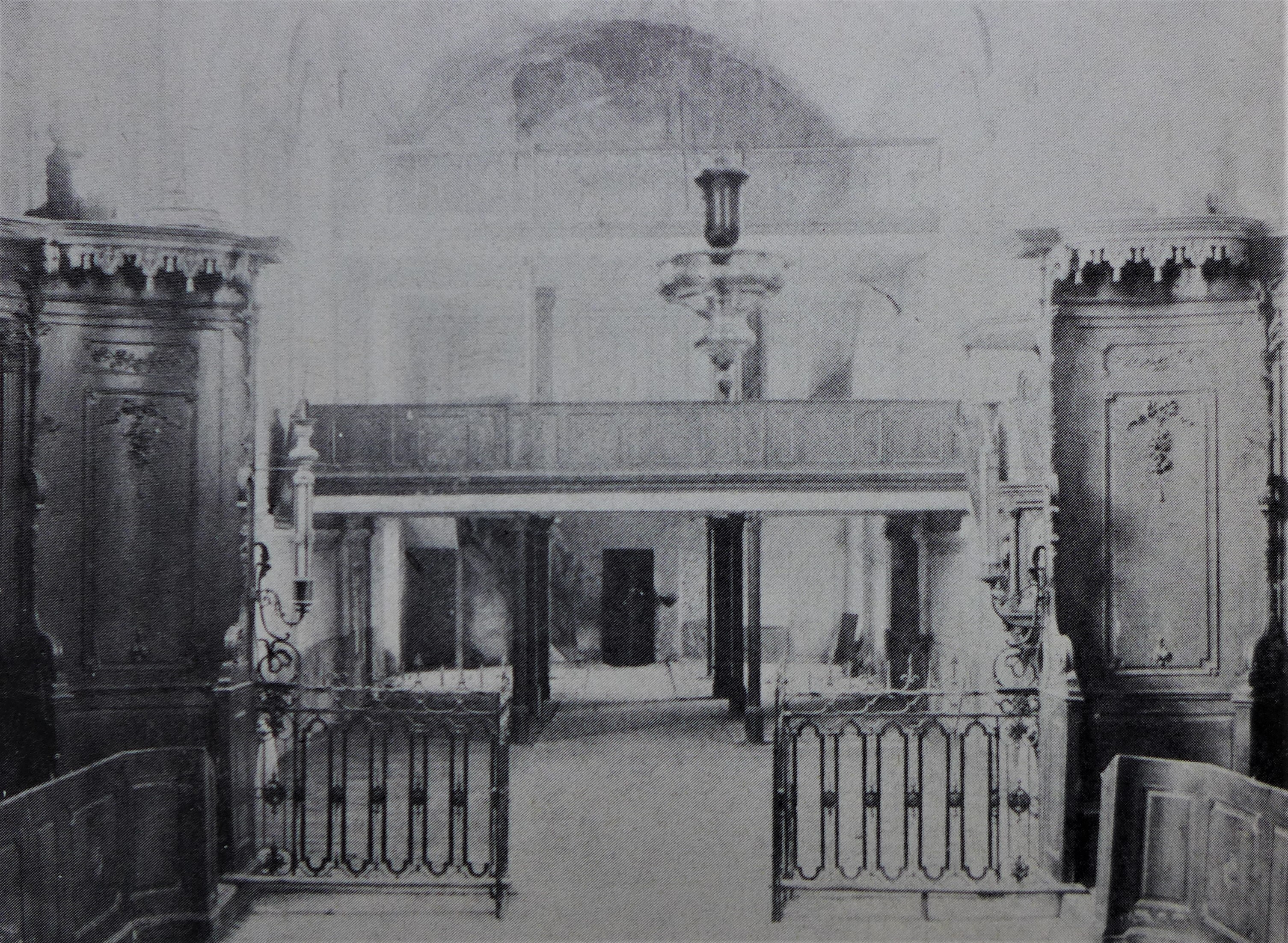
Blick zur Empore der barocken Klosterkirche vor dem Abriss 1897
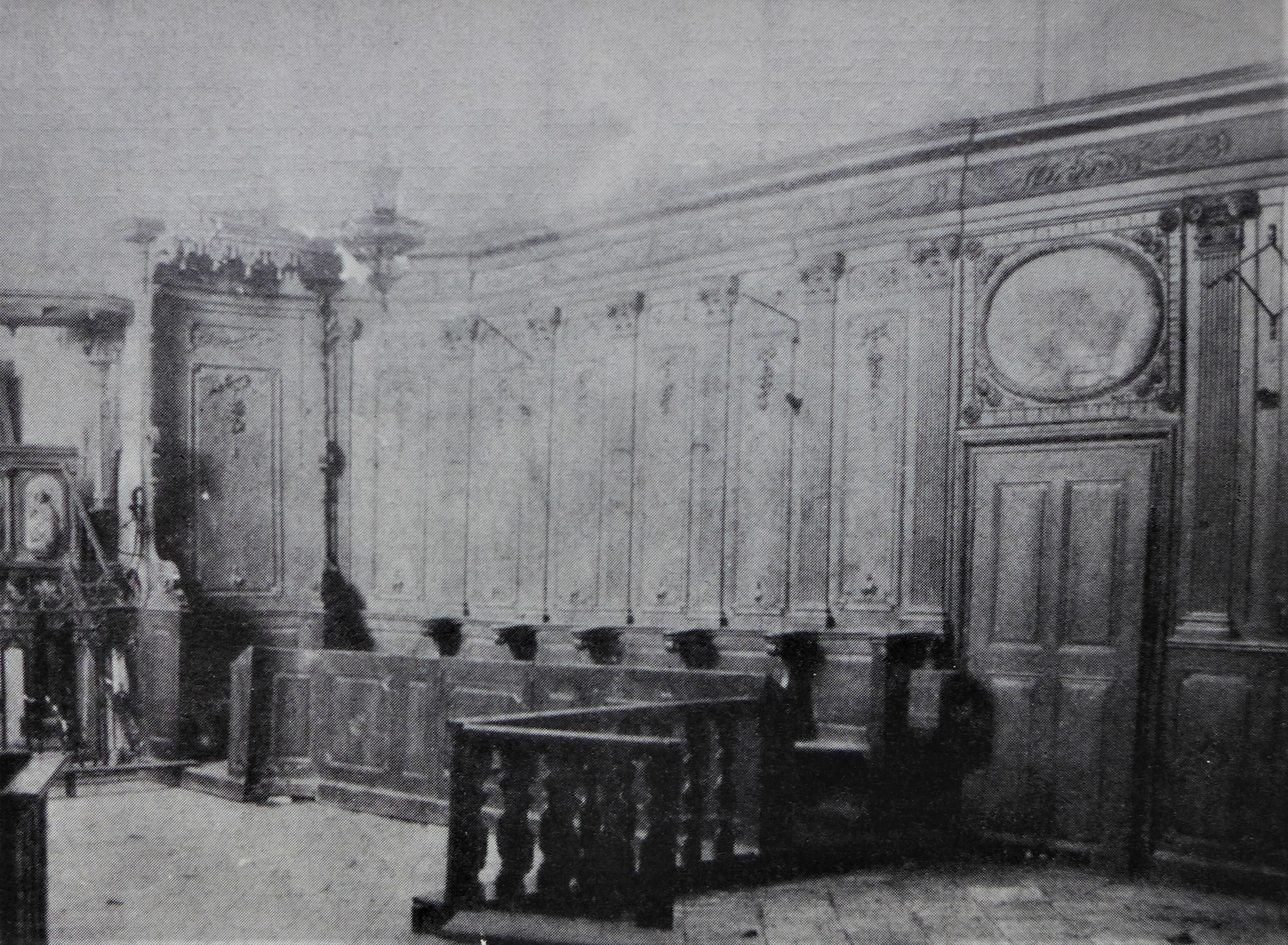
Blick zum Chorgestühl der barocken Klosterkirche vor dem Abriss 1897

### Klosterauflösung in der Französischen Revolution
Mit der Flucht der Äbtissin Sophia von Neuenstein und des Nonnenkonventes am 23. Februar 1791 vor den Truppen der Französischen Revolution nach Schwarzenholz auf reichsdeutsches Gebiet und der anschließenden Aufhebung des Klosters endete die jahrhundertelange Klostertradition Fraulauterns. Zu diesem Zeitpunkt umfasste das Kloster ein Haupt- und Schlafhaus, die Propstwohnung, eine Klosterkapelle im Haus selbst, ein Gebäude, um die Abgaben (Steuern) der Bevölkerung anzunehmen, die Klosterkirche sowie einen Kreuzgang mit Brunnenhof, eine Mühle, Pferde- und Kleintierställe, Scheunen und Verschläge, Wagenschuppen sowie den barocken Torbau. Das Konventshaus umfasste im Untergeschoss einen Versammlungssaal, ein Empfangszimmer, das Refektorium, eine Küche, eine Obstkammer, eine Wohnung und die Klosterschule. Im Obergeschoss befanden sich die Wohnräume der Stiftsdamen, acht Gästezimmer, ein Schlafsaal und eine Badekammer.
Die geflüchteten Nonnen siedelten sich zunächst in ihrem Schwarzenholzer Hofgut an und richteten hier auch mit der Genehmigung des Erzbischofes von Trier eine Konventskapelle ein. Von Schwarzenholz aus protestierte die Äbtissin dann auch schriftlich an die Adresse der französischen Revolutionsregierung in Paris. Doch bereits im Jahr 1793 wurde auch Schwarzenholz französisch besetzt. Daraufhin flohen die Nonnen nach Trier und von dort endgültig nach Würzburg. Von Würzburg aus versuchte die Äbtissin auch noch das Kollaturrecht in den saarländischen Besitzungen aufrechtzuerhalten, so etwa die Besetzung der Pfarrstelle in Hasborn mit Pfarrer Matthias Ewen aus Düppenweiler im Jahr 1798. Wichtige Dokumente des Klosterarchives nahmen die Nonnen mit nach Würzburg. Von dort gelangen sie in die Hände privater Sammler und anschließend in verschiedene Archive, wie etwa die Fürstlich Fürstenbergische Hofbibliothek in Donaueschingen oder das Landesarchiv des Saarlandes.

### Versteigerung der Klostergüter

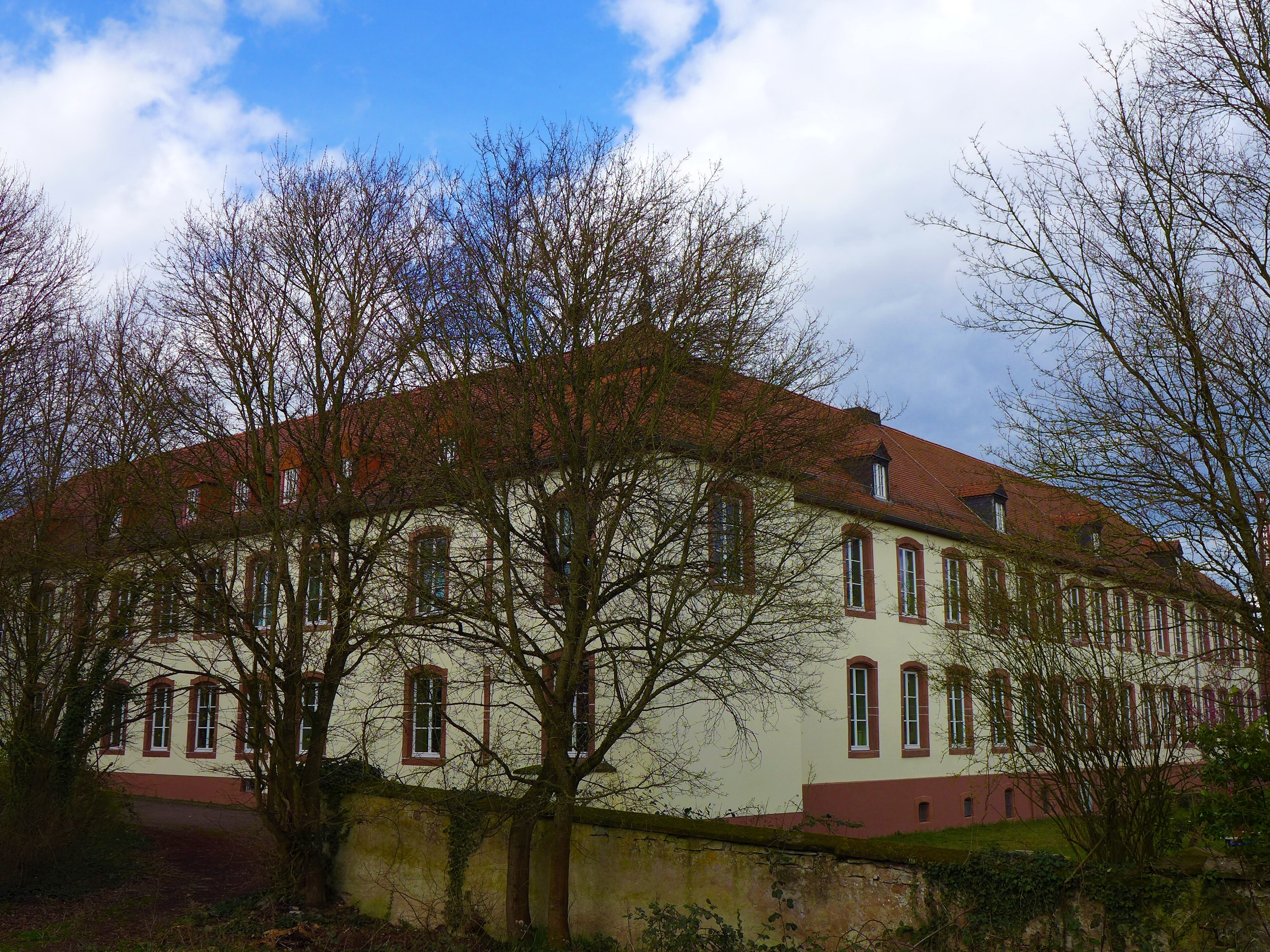
Konventsgebäude in der heutigen Nutzung als Grundschule

Die umfangreichen Fraulauterner Klostergüter wurden im Namen der französischen Nation beschlagnahmt und zweckentfremdet. Das gesamte Klosteranwesen mit Klostergebäuden, Grundstücken, Steinbrüchen, Mühle, Scheunen, Stallungen, Orangerie, Weiher, Obstanlagen u. a. m. wurde am 1. September 1796 (15. Fructidor des Jahres IV) öffentlich versteigert. Käufer war der Händler Andreas Rouply aus Oberlimberg und dessen Ehefrau Margarethe Fourmann, die insgesamt 24.000 Franken für den Klosterbesitz bezahlten und anschließend einzelne Güter Stück für Stück weiterverkauften. In den ehemaligen Klostergebäuden wurde im Jahr 1817 eine Gerberei eingerichtet. Im Folgejahr 1818 kam eine militärische Kochanstalt, im Jahr 1823 eine Bierbrauerei und später Stallungen, die Pfarrwohnung, eine Gemeindehaus, die Schule, Wohnungen und eine Blechwarenfabrik hinzu. Andreas Rouply veräußerte zu großen Teilen das wertvolle Kircheninventar. Die aufwändige barocke Kirchenvertäfelung des Kirchengestühls aus dem Jahr 1787 und die Gemälde der vier Evangelisten befinden sich heute im Schloss Villeroy de Galhau in Wallerfangen.

### Klosterkirche wird Pfarrkirche

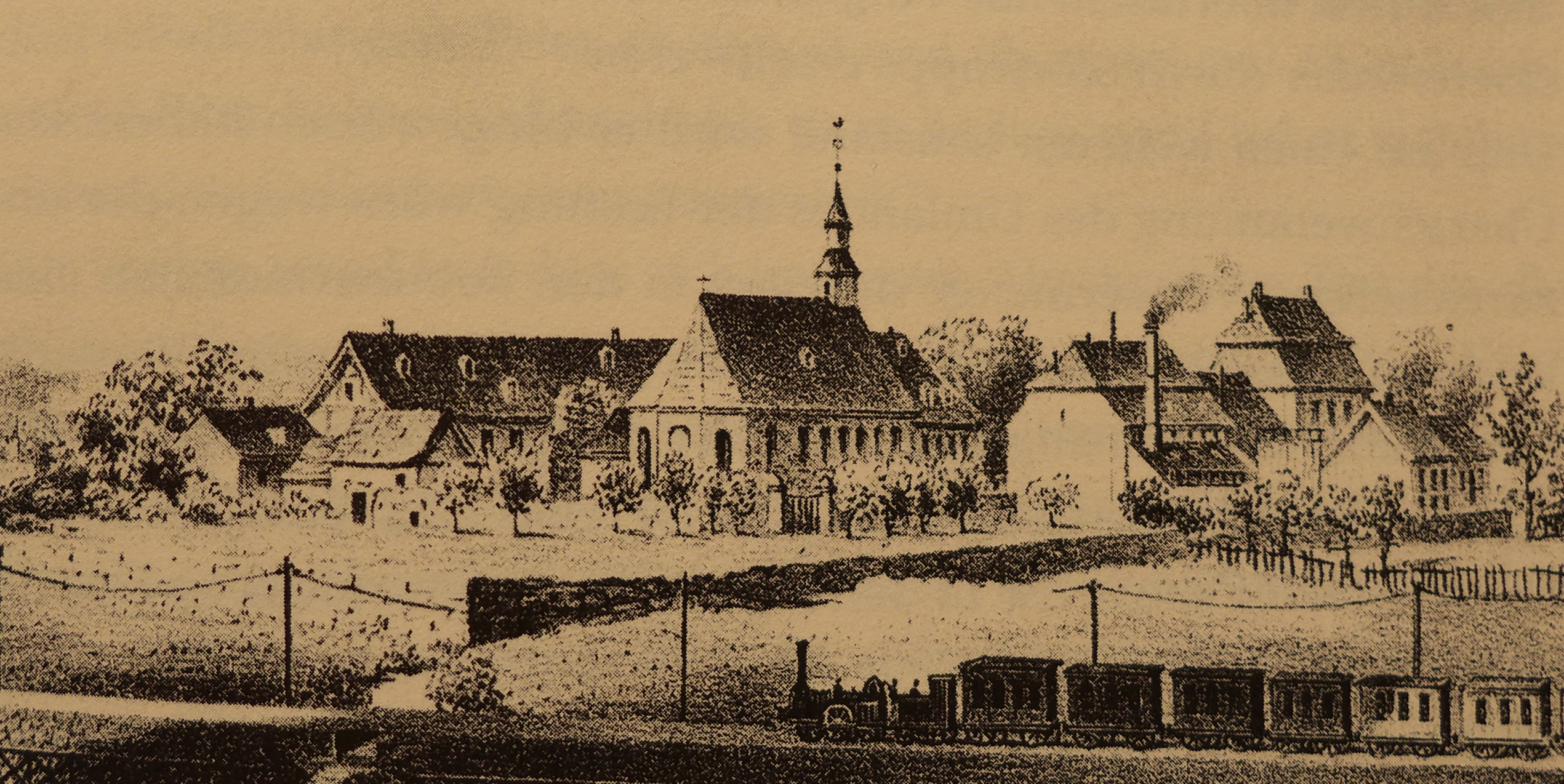
Abtei Fraulautern, Stich um 1865, im Vordergrund die neue Eisenbahnlinie an der Saar, links die Klostermühle, in der Mitte die barocke Klosterkirche, rechts der Torbau

Im Jahre 1814 wurde dann die ehemalige Klosterkirche zur Pfarrkirche bestimmt, obgleich sich zum damaligen Zeitpunkt noch sämtliche Klostergebäude im Privatbesitz befanden. Erst am 5. Februar 1818 verkauften der Eigentümer Andreas Rouply und dessen Söhne Michael und Heinrich der damals selbständigen Gemeinde Fraulautern die ehemalige Klosterkirche für 10.000 Franken bzw. 2.520 Taler Preußisch-Courant. Die Gemeinde musste zur Erbringung des Kaufpreises jahrelang in öffentlichen Versteigerungen Bau- und Nutzholz aus den Gemeindewaldungen verkaufen.
Zusätzlich zum Kaufpreis musste die Gemeinde Fraulautern den Söhnen Michael und Heinrich Rouply die Zuerkennung des Gemeinderechtes gewähren und ihnen ein Kirchengestühl für sechs Personen in der Kirche bereitstellen. Die Klosterkirche diente dann 80 Jahre lang als Pfarrkirche. Die Familie Rouply versteigert ab dem Jahr 1820 auf ihrem Gut in Oberlimberg „bei verlöschendem Licht“ (Annahme von Angeboten bis eine Kerze abgebrannt war) Stück für Stück den weiteren Fraulauterner Klosterbesitz.

### Orgel
Im Jahr 1677 wurde aufgrund einer Stiftung des Homburger Stiftsherren Johann Peter Ernst von Halley eine Orgel errichtet.
Die 1874 durch Pfarrer Heinrich Feiten angeschaffte Kirchenorgel stammte von der Firma Heinrich Wilhelm Breidenfeld. Das recht kleine Instrument wurde im Jahr 1895 nach Abriss der barocken Klosterkirche in die im Zweiten Weltkrieg zerstörte neogotische Vorgängerin der heutigen Dreifaltigkeitskirche gebracht, wo ihr Klang bis zur Neuanschaffung einer anderen Orgel im Jahr 1925 zu hören war. Im Jahr 1925 wurde sie für 5000 Reichsmark an die Pfarrei Maria Himmelfahrt in Geislautern verkauft. Sie befand sich dort bis zum Jahr 1951, als eine neue Orgel die Breidenfeld-Orgel ersetzte. Teile des alten Pfeifenwerks sind in der heutigen Pfeifenorgel in Geislautern eingebaut.

### Neubau einer neogotischen Kirche
Im Jahr 1895 wurde die barocke Klosterkirche im Zusammenhang mit dem Neubau der neogotischen Pfarrkirche des Rodener Architekten Hector abgerissen. An der Stelle, an der ehemals die Klosterkirche stand, befindet sich heute der Schulhof (insgesamt ca. 20 × 25 m) der Fraulauterner Grundschule.
Die barocke Vertäfelung der abgebrochenen Kirche befindet sich heute in Wallerfangen im Schloss der Familie Villeroy.
Gleichzeitig mit dem Abriss der barocken Klosterkirche baute man nach den Plänen des aus Roden stammenden Architekten Wilhelm Hector eine neogotische Pfarrkirche in der Ortsmitte.

### Zerstörung und Neubau der Pfarrkirche
Die neogotische Kirche Hectors wurde im Zweiten Weltkrieg zerstört. In den Jahren 1949–1950 wurde die heutige Pfarrkirche Hl. Dreifaltigkeit nach den Plänen der Saarwellinger Architektengemeinschaft Heinrich Latz und Toni Laub im Stil des Abstraktions-Historismus errichtet. Im heutigen Gotteshaus flankieren zwei barocke Engelsfiguren, die aus der früheren Klosterkirche stammen, das Tabernakel in der linken Chorseitenkapelle.

### Zerstörung der Klostergebäude im Zweiten Weltkrieg und Wiederaufbau

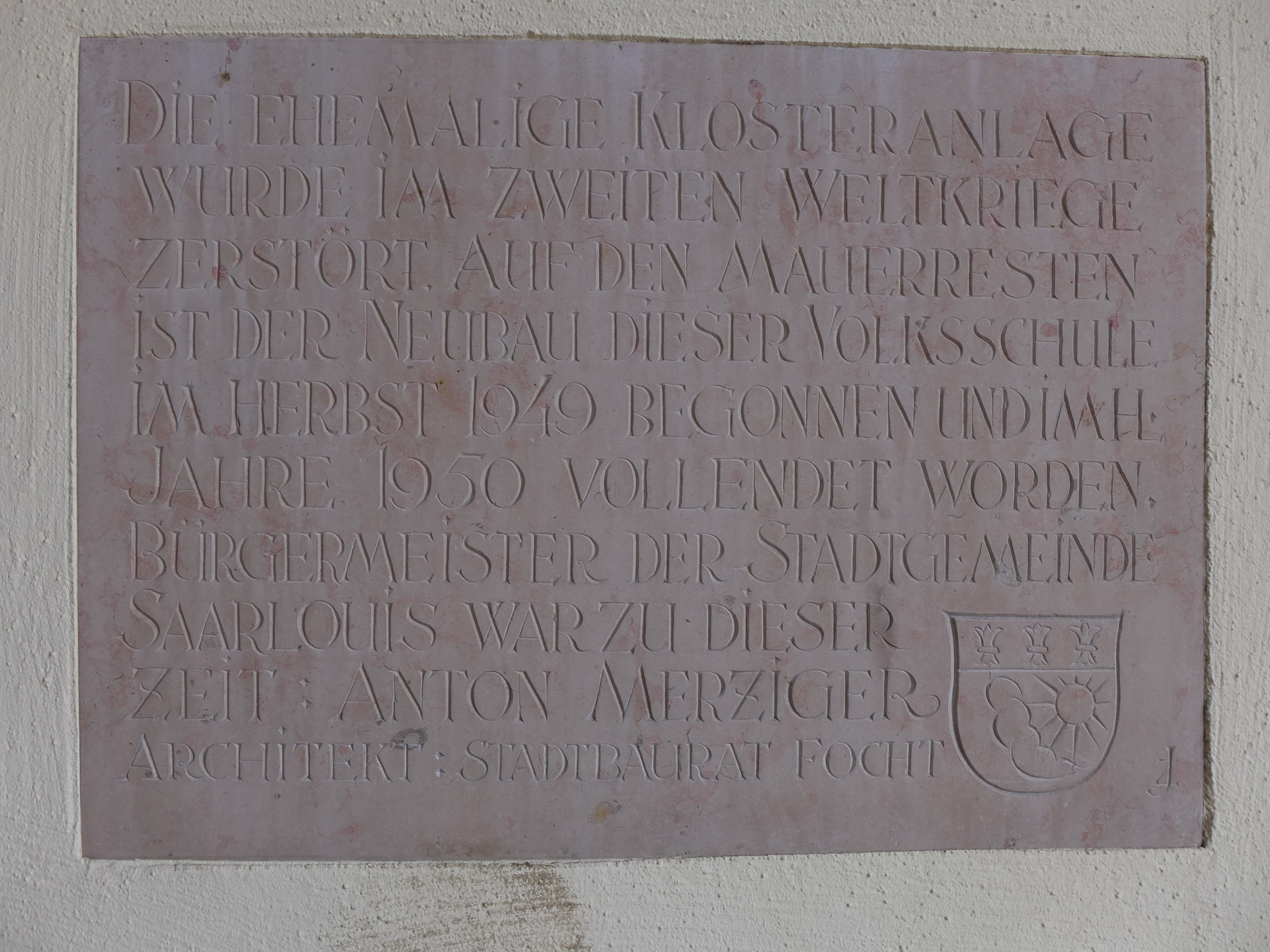
Gedenktafel für den Wiederaufbau nach dem Zweiten Weltkrieg

Während des Artilleriebeschusses durch die US-Armee im Kriegswinter 1944/1945 des Zweiten Weltkrieges wurde das ehemalige Kloster schwer beschädigt und brannte bis auf die Umfassungsmauern aus. Nach Ende des Krieges wurde es unter Erhaltung alter Bauteile erneut aufgebaut und dient heute als Grundschule von Fraulautern. Der romanische Westgiebel der ehemaligen Klosterkirche wurde restauriert. Der Torbau des Palais Soubise nordwestlich des Klosters erlitt ebenfalls schwere Schäden. Er wurde im Jahr 1950 in alter Form wiederhergestellt. Die Ruine des zugehörigen Wohntraktes wurde abgerissen.

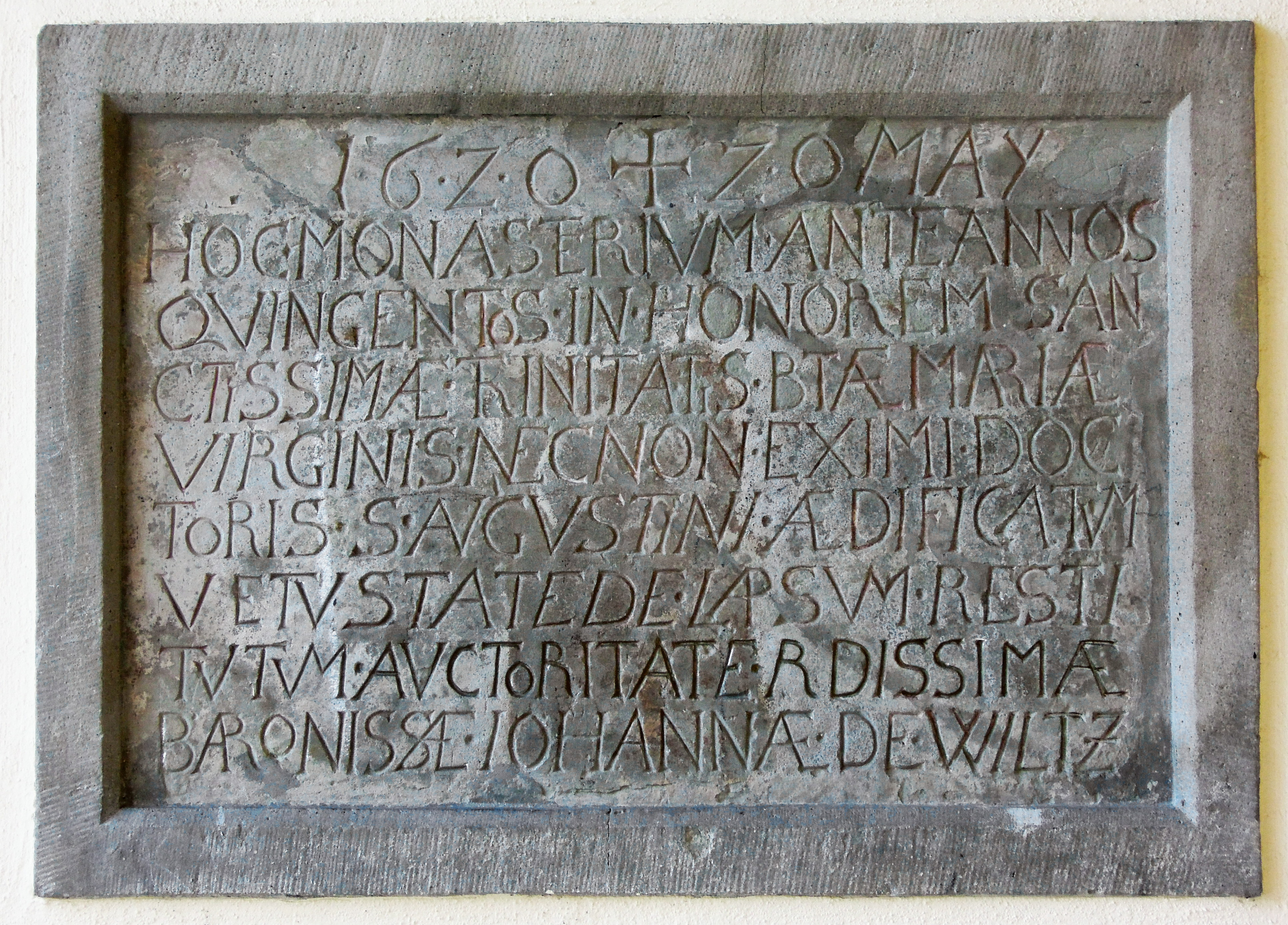
Gedenktafel von 1620 aus der Zeit der Äbtissin Johannette von Wiltz

Hinter dem Schulgebäude befindet sich an der Stelle des ehemaligen Klosterfriedhofs ein Schulgarten.
In den Jahren 2010 bis 2012 wurden die ehemaligen Klostergebäude umfassend renoviert. Das ehemalige Gebäude, in dem die Feudalabgaben der klösterliche Untertanen gesammelt wurden, dient heute als Aula, in der zum Schuljahresanfang ein Schulgottesdienst stattfindet. Von insgesamt drei Türmen des Klosters (Kirchturm der Klosterkirche, Glockenturm der Klosterkapelle, weiterer Aussichts-, und Glockenturm) ist einer erhalten geblieben. Er wird als Klassenraum genutzt. Die Turmspitze zeigt das Klosterwappen, ein Kreuz und eine Fahne mit dem Datum der Klostergründung.

### Barockes Torhaus

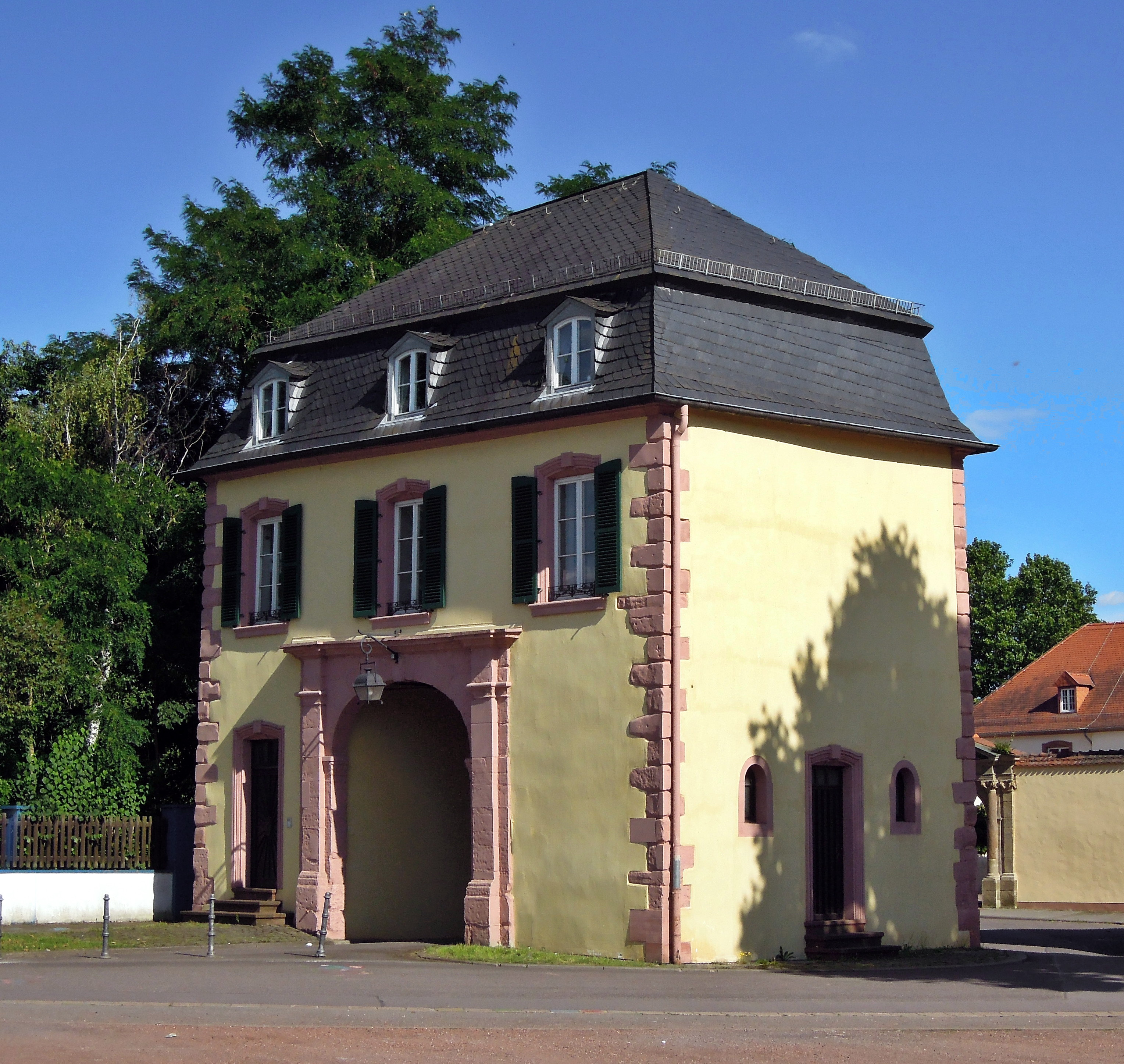
Mittelteil des Torhauses der Abtei Fraulautern; ehemals Wohnung von Anna Viktoria Marie Christine von Hessen-Rheinfels-Rotenburg; linker Flügel im Zweiten Weltkrieg beschädigt, danach abgebrochen

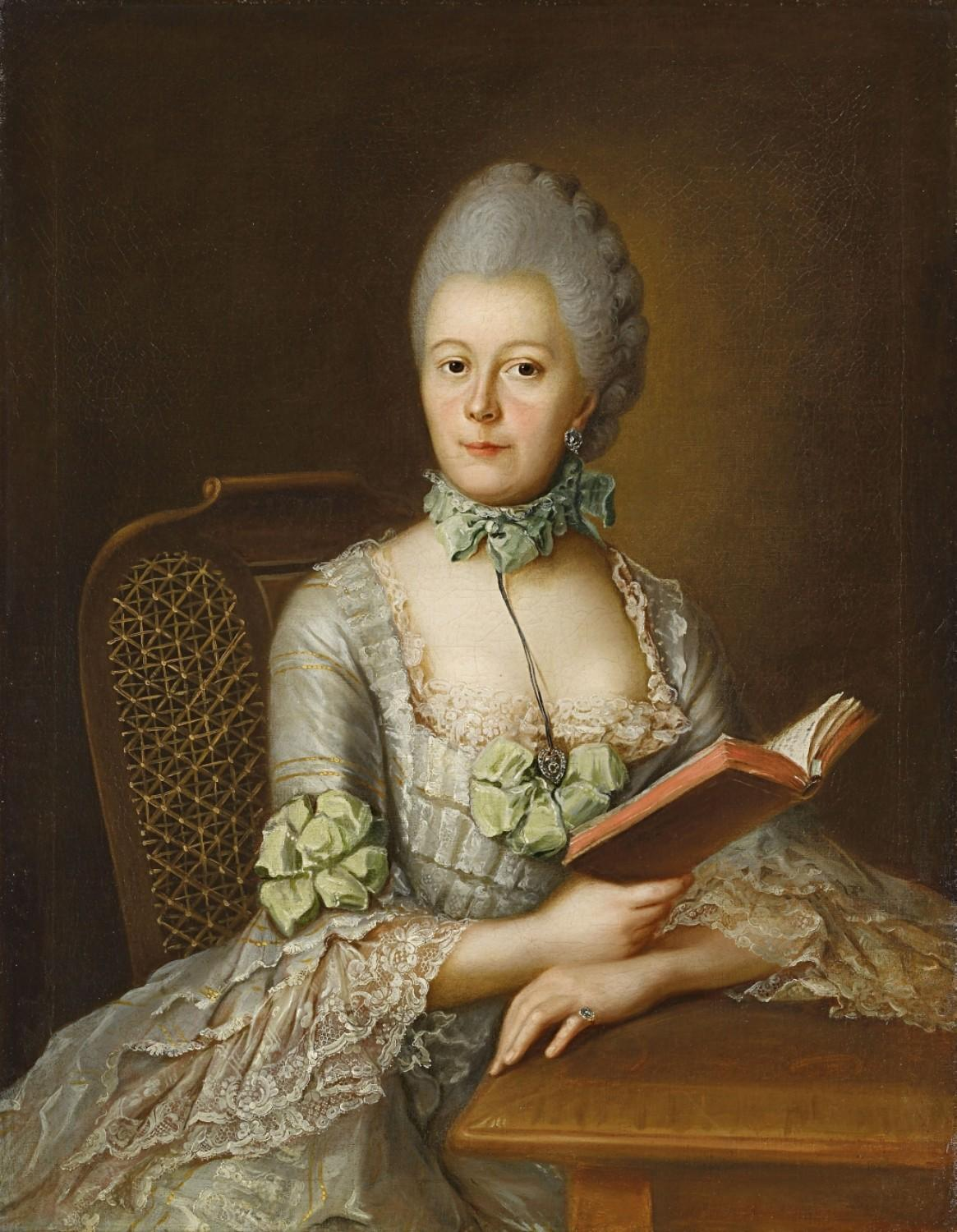
Johann Heinrich Tischbein der Ältere: Bildnis der Anna Viktoria Marie Christine von Hessen-Rheinfels-Rotenburg, Prinzessin von Soubise

Neben den Häusern, die den Klosterinnenhof umschließen, existiert heute noch das Torhaus, das als Wohnung der von 1759 bis 1763 ins Kloster verbannten Anna Viktoria Marie Christine von Hessen-Rheinfels-Rotenburg (1728–1792) diente, der dritten Ehefrau von Charles de Rohan, prince de Soubise. Viktoria wurde in Rotenburg an der Fulda als Tochter des Erbprinzen Joseph von Hessen-Rotenburg, und dessen Frau Christine geb. von Salm geboren. Sie war das älteste von vier Kindern. Am 23. Dezember 1745 hatte sie den zweifach verwitweten Charles de Rohan, prince de Soubise, im Schloss Rohan in Saverne geheiratet. Er war Chef einer Nebenlinie des Hauses Rohan, das am Hof von Versailles den Rang eines „Prince étranger“ hatte. Wie ihr Ehemann hatte Anna Viktoria Marie Christine von Hessen-Rheinfels-Rotenburg mehrere Liebhaber. Im Jahr 1757 wurde sie auf Befehl König Ludwigs XV. in Tournai festgenommen, da sie ihrem Ehemann angeblich Juwelen im Wert von 900.000 Livres gestohlen hatte, um mit ihrem Liebhaber, dem Monsieur de Montmorency-Laval, zu fliehen.
Das Ehepaar trennte sich. Sie hatten keine Kinder und Viktoria starb fünf Jahre nach ihrem Mann.
Der Bau in Fraulautern war errichtet worden, da der Prinzessin der Aufenthalt im eigentlichen Klostergebäude selbst nicht zusagte. Der Bau eines Palais wurde nicht vollständig fertiggestellt, da der an den mittleren Torbau anschließende Westflügel fehlte. Der heutige Torbau ist zweigeschossig. Er verfügt über Eckquaderung und trägt ein abgewalmtes Mansardendach. Das Durchgangstor schließt mit einem Segmentbogen und wird von Pilastern mit aufgelegtem Gesims gerahmt. Das Obergeschoss, das vom Durchfahrtsgeschoss mit einem Gesimsband abgetrennt ist, öffnet sich in drei Fenstern mit feinem Gewändeprofil. Sie schließen in Segmentbögen und weisen Schlusssteine auf. Der ursprünglich vorhandene achtachsige Ostflügel des Torhauses war im Untergeschoss in Bruchsteinen und im Obergeschoss in verputztem Fachwerk errichtet. Er wurde nach Zerstörungen im Zweiten Weltkrieg abgebrochen und nicht wiederhergestellt.

## Äbtissinnen
In der Abtei wirkten folgende Äbtissinnen:
- 1154–1174: ?
- um 1160: Margarethe
- 1169–1197: ?
- um 1225: Meisterin J.
- 1225–1236: ?
- 1241: Berta
- 1260: Jutta
- 1262–1269: ?
- 1269–1279: Gertrud
- 1289: Elsa
- 1296: Havils Nonneyer
- 1299, 1303: Mathilde von Herbitzheim
- 1308–1312: Hanvela
- 1312–1335: Elisabeth von Saarbrücken
- 1353–1344: Hildegarde
- 1344: Esebet
- 1354: ?
- 1357–1373: Gudela
- 1395: Aleyt von Castel
- 1403: Lysa von der Neuerburg
- 1406, 1443: Katharina von Wolfstein
- 1448–1472: Margarethe von Huntingen
- 1472–1492: Katharina von Bettingen
- 1492–1507: Eva Huberissen von Schellodenbach (Schallodenbach)
- 1507–1522: Margarethe von Wolfstein / Gertrud Brederin von Hohenstein
- 1550–1560: Hildegard von Becheln
- 1565–1587: Margarethe von Bübingen / Apollonia von Gressnich
- 1587–1598: Apollonia von Gressnich / Agnes Braun von Schmidtburg
- 1617–1622: Johanetta von Wiltz
- 1622–1626: Anna Maria von Geispoltzheim
- 1626–1633: Gabriele de Braubach
- 1646–1677: Dorothea Braun von Schmidtburg
- 1677–1691: Carolina von Hagen
- 1691–1695: Arnolda Elisabeth von Weller
- 1700: Odilia Braun von Schmidtburg
- 1708: A. E. von Metzenhausen
- 1720–1730: A. M. von Geispitzheim
- 1730–1757: Maria Theresia de Saintignon
- 1757–1773: Maria Helene von Rathsamshausen
- 1773–1791: Sophie von Neuenstein

## Archivalien
- Landesarchiv Saarbrücken, Best. Augustinerinnenstift Fraulautern (Findbuchdatenbank)
- Landeshauptarchiv Koblenz
- Stadtarchiv Saarlouis
- Kreisarchiv Saarlouis
- Pfarrarchiv Schwarzenholz
- Stadtarchiv Trier
- Pfarrarchiv Dillingen
- Archives Departementales Metz
- Archives Departementales Nancy
- Bischöfliches Archiv Basel in Solothurn, Kirchenregister Emmersweiler (Warndt)
- P. Wehr: Handschriftliche Chronik der Pfarrei Dreifaltigkeit Fraulautern bis etwa 1860, Pfarrarchiv Fraulautern
- Fürstlich Fürstenbergische Hofbibliothek in Donaueschingen